# NHL 2022/2023
Sezóna 2022/23 byla 106. sezónou v historii severoamerické a světově nejprestižnější hokejové ligy světa NHL. Základní část začala 7. října 2022 dvěma zápasy mezi San Jose Sharks a Nashville Predators, které se odehrály v Praze. 

## Sponzoring
K reklamám na helmách se od letošní sezony nově přidaly i reklamy na dresech. Reklama nesměly být větší než 7,6 x 8,9 cm.
Následující týmy oznámily sponzory na dres:
- Arizona: Gila River Resort & Casino (domácí)[3]
- Boston: Rapid7[4]
- Columbus: Safelite[5]
- Florida: AutoNation (hostující) [6]
- Minnesota: TRIA[7]
- Montreal: Royal Bank of Canada (domácí) [8]
- Pittsburgh: Highmark (domácí) [9]
- St. Louis: Stifel[10]
- Toronto: Dairy Farmers of Ontario [pozn. 1][11]
- Vancouver: TD Bank (domácí)[12]
- Vegas: Circa Las Vegas (domácí)[13]
- Washington: Caesars Sportsbook (domácí)[14]
- Winnipeg: Canada Life (domácí) [15]

Poznámky
1. ↑  Logo sponzora je vyobrazeno v podobě lahve na mléko.

## Základní část

### Tabulky
| Vysvětlivky                                                                |
| -------------------------------------------------------------------------- |
| Celkový vítěz základní části (zisk Presidents' Trophy) a postup do playoff |
| Týmy postupující do playoff                                                |
| Vyřazené týmy                                                              |

#### Východní konference
| Atlantická divize |                     |    |    |    |    |    |         |     |
| Poz.              | Tým                 | Z  | V  | VP | PP | P  | SCO     | B   |
| 1.                | Boston Bruins       | 82 | 54 | 11 | 5  | 12 | 305:177 | 135 |
| 2.                | Toronto Maple Leafs | 82 | 42 | 8  | 11 | 21 | 279:222 | 111 |
| 3.                | Tampa Bay Lightning | 82 | 38 | 8  | 6  | 30 | 283:254 | 98  |
| 4.                | Florida Panthers    | 82 | 36 | 6  | 8  | 32 | 290:273 | 92  |
| 5.                | Buffalo Sabres      | 82 | 30 | 12 | 7  | 33 | 296:300 | 91  |
| 6.                | Ottawa Senators     | 82 | 31 | 8  | 8  | 35 | 261:271 | 86  |
| 7.                | Detroit Red Wings   | 82 | 28 | 7  | 10 | 37 | 240:279 | 80  |
| 8.                | Montreal Canadiens  | 82 | 21 | 10 | 6  | 45 | 232:307 | 68  |

| Metropolitní divize |                       |    |    |    |    |    |         |     |
| Poz.                | Tým                   | Z  | V  | VP | PP | P  | SCO     | B   |
| 1.                  | Carolina Hurricanes   | 82 | 39 | 13 | 9  | 21 | 266:213 | 113 |
| 2.                  | New Jersey Devils     | 82 | 39 | 13 | 8  | 22 | 291:226 | 112 |
| 3.                  | New York Rangers      | 82 | 37 | 10 | 13 | 22 | 277:219 | 107 |
| 4.                  | New York Islanders    | 82 | 36 | 6  | 9  | 31 | 243:222 | 93  |
| 5.                  | Pittsburgh Penguins   | 82 | 31 | 9  | 11 | 31 | 262:264 | 91  |
| 6.                  | Washington Capitals   | 82 | 27 | 8  | 10 | 37 | 255:265 | 80  |
| 7.                  | Philadelphia Flyers   | 82 | 26 | 5  | 13 | 38 | 222:277 | 75  |
| 8.                  | Columbus Blue Jackets | 82 | 15 | 10 | 9  | 48 | 214:330 | 59  |

#### Západní konference
| Centrální divize |                     |    |    |    |    |    |         |     |
| Poz.             | Tým                 | Z  | V  | VP | PP | P  | SCO     | B   |
| 1.               | Colorado Avalanche  | 82 | 36 | 15 | 7  | 24 | 280:226 | 109 |
| 2.               | Dallas Stars        | 82 | 39 | 8  | 14 | 21 | 285:218 | 108 |
| 3.               | Minnesota Wild      | 82 | 34 | 12 | 11 | 25 | 246:225 | 103 |
| 4.               | Winnipeg Jets       | 82 | 36 | 10 | 3  | 33 | 247:225 | 95  |
| 5.               | Nashville Predators | 82 | 29 | 13 | 8  | 32 | 229:238 | 92  |
| 6.               | St. Louis Blues     | 82 | 27 | 10 | 7  | 38 | 263:301 | 81  |
| 7.               | Arizona Coyotes     | 82 | 20 | 8  | 14 | 40 | 228:299 | 70  |
| 8.               | Chicago Blackhawks  | 82 | 18 | 8  | 7  | 49 | 204:301 | 59  |

| Pacifická divize |                      |    |    |    |    |    |         |     |
| Poz.             | Tým                  | Z  | V  | VP | PP | P  | SCO     | B   |
| 1.               | Vegas Golden Knights | 82 | 38 | 13 | 9  | 22 | 272:229 | 111 |
| 2.               | Edmonton Oilers      | 82 | 45 | 5  | 9  | 23 | 325:260 | 109 |
| 3.               | Los Angeles Kings    | 82 | 37 | 10 | 10 | 25 | 280:257 | 104 |
| 4.               | Seattle Kraken       | 82 | 37 | 9  | 8  | 28 | 289:256 | 100 |
| 5.               | Calgary Flames       | 82 | 31 | 7  | 17 | 27 | 260:252 | 93  |
| 6.               | Vancouver Canucks    | 82 | 24 | 14 | 7  | 37 | 276:298 | 83  |
| 7.               | San Jose Sharks      | 82 | 16 | 6  | 16 | 44 | 234:321 | 60  |
| 8.               | Anaheim Ducks        | 82 | 13 | 10 | 12 | 47 | 209:338 | 58  |

## Hráčské statistiky základní části

### Kanadské bodování
Toto je konečné pořadí hráčů podle dosažených bodů. Za jeden vstřelený gól nebo přihrávku na gól hráč získal jeden bod.
| Poř. | Hráč                | Tým                 | Z  | G  | A  | B   | TM  | +/- |
| ---- | ------------------- | ------------------- | -- | -- | -- | --- | --- | --- |
| 1.   | Connor McDavid      | Edmonton Oilers     | 82 | 64 | 89 | 153 | 36  | +22 |
| 2.   | Leon Draisaitl      | Edmonton Oilers     | 80 | 52 | 76 | 128 | 24  | +7  |
| 3.   | David Pastrňák      | Boston Bruins       | 82 | 61 | 52 | 113 | 38  | +34 |
| 4.   | Nikita Kučerov      | Tampa Bay Lightning | 82 | 30 | 83 | 113 | 36  | -2  |
| 5.   | Nathan MacKinnon    | Colorado Avalanche  | 71 | 42 | 69 | 111 | 30  | +29 |
| 6.   | Jason Robertson     | Dallas Stars        | 82 | 46 | 63 | 109 | 20  | +37 |
| 7.   | Matthew Tkachuk     | Florida Panthers    | 79 | 40 | 69 | 109 | 123 | +29 |
| 8.   | Mikko Rantanen      | Colorado Avalanche  | 82 | 55 | 50 | 105 | 82  | +15 |
| 9.   | Ryan Nugent-Hopkins | Edmonton Oilers     | 82 | 37 | 67 | 104 | 35  | +12 |
| 10.  | Elias Pettersson    | Vancouver Canucks   | 80 | 39 | 63 | 102 | 14  | +16 |

### Hodnocení brankářů
Toto je konečné pořadí nejlepších deset brankářů seřazených podle průměru obdržených branek na zápas. Odchytaných minimálně 1920 minut.
| Poř. | Hráč              | Tým                 | Z. | MIN     | OG  | PZ    | PS    | POG  | Úsp% |
| ---- | ----------------- | ------------------- | -- | ------- | --- | ----- | ----- | ---- | ---- |
| 1.   | Linus Ullmark     | Boston Bruins       | 49 | 2882:12 | 91  | 1 366 | 1 457 | 1.89 | 93.8 |
| 2.   | Filip Gustavsson  | Minnesota Wild      | 39 | 2310:56 | 81  | 1 092 | 1 173 | 2.10 | 93.1 |
| 3.   | Jeremy Swayman    | Boston Bruins       | 37 | 2012:59 | 76  | 877   | 953   | 2.27 | 92.0 |
| 4.   | Ilja Samsonov     | Toronto Maple Leafs | 42 | 2475:36 | 96  | 1 088 | 1 184 | 2.33 | 91.9 |
| 5.   | Ilya Sorokin      | New York Islanders  | 62 | 3587:04 | 140 | 1 699 | 1 838 | 2.34 | 92.4 |
| 6.   | Jake Oettinger    | Dallas Stars        | 62 | 3644:53 | 144 | 1 633 | 1 776 | 2.37 | 91.9 |
| 7.   | Vítek Vaněček     | New Jersey Devils   | 52 | 2915:34 | 119 | 1 214 | 1 333 | 2.45 | 91.1 |
| 8.   | Igor Šesťorkin    | New York Rangers    | 58 | 3488:46 | 144 | 1 575 | 1 719 | 2.48 | 91.6 |
| 9.   | Frederik Andersen | Carolina Hurricanes | 34 | 1984:21 | 82  | 767   | 849   | 2.48 | 90.3 |
| 10.  | Connor Hellebuyck | Winnipeg Jets       | 64 | 3778:00 | 157 | 1 807 | 1 964 | 2.49 | 92.0 |

## Play-off

### Pavouk
Všechny série play-off se hrají na čtyři vítězná utkání.
|  | Čtvrtfinále konference | Čtvrtfinále konference | Čtvrtfinále konference |   |            | Semifinále konference | Semifinále konference | Semifinále konference |  |    | Finále konference | Finále konference | Finále konference |  |    | Finále Stanley Cupu | Finále Stanley Cupu | Finále Stanley Cupu |
|  |                        |                        |                        |   |            |                       |                       |                       |  |    |                   |                   |                   |  |    |                     |                     |                     |
|  | A1                     | Boston                 | 3                      |   |            |                       |                       |                       |  |    |                   |                   |                   |  |    |                     |                     |                     |
|  | WC                     | Florida                | 4                      |   |            |                       |                       |                       |  |    |                   |                   |                   |  |    |                     |                     |                     |
|  | WC                     | Florida                | 4                      |   | WC         | Florida               | 4                     |                       |  |    |                   |                   |                   |  |    |                     |                     |                     |
|  |                        |                        |                        |   | WC         | Florida               | 4                     |                       |  |    |                   |                   |                   |  |    |                     |                     |                     |
|  |                        | A2                     | Toronto                | 1 |            |                       |                       |                       |  |    |                   |                   |                   |  |    |                     |                     |                     |
|  | A2                     | A2                     | Toronto                | 1 | Toronto    | 4                     |                       |                       |  |    |                   |                   |                   |  |    |                     |                     |                     |
|  | A2                     |                        |                        |   | Toronto    | 4                     |                       |                       |  |    |                   |                   |                   |  |    |                     |                     |                     |
|  | A3                     | Tampa Bay              | 2                      |   |            |                       |                       |                       |  |    |                   |                   |                   |  |    |                     |                     |                     |
|  | A3                     | Tampa Bay              | 2                      |   |            |                       |                       |                       |  | WC | Florida           | 4                 |                   |  |    |                     |                     |                     |
|  | Východní konference    |                        |                        |   |            |                       |                       |                       |  | WC | Florida           | 4                 |                   |  |    |                     |                     |                     |
|  |                        | M1                     | Carolina               | 0 |            |                       |                       |                       |  |    |                   |                   |                   |  |    |                     |                     |                     |
|  | M1                     | M1                     | Carolina               | 0 | Carolina   | 4                     |                       |                       |  |    |                   |                   |                   |  |    |                     |                     |                     |
|  | M1                     |                        |                        |   | Carolina   | 4                     |                       |                       |  |    |                   |                   |                   |  |    |                     |                     |                     |
|  | WC                     | NY Islanders           | 2                      |   |            |                       |                       |                       |  |    |                   |                   |                   |  |    |                     |                     |                     |
|  | WC                     | NY Islanders           | 2                      |   | M1         | Carolina              | 4                     |                       |  |    |                   |                   |                   |  |    |                     |                     |                     |
|  |                        |                        |                        |   | M1         | Carolina              | 4                     |                       |  |    |                   |                   |                   |  |    |                     |                     |                     |
|  |                        | M2                     | New Jersey             | 1 |            |                       |                       |                       |  |    |                   |                   |                   |  |    |                     |                     |                     |
|  | M2                     | M2                     | New Jersey             | 1 | New Jersey | 4                     |                       |                       |  |    |                   |                   |                   |  |    |                     |                     |                     |
|  | M2                     |                        |                        |   | New Jersey | 4                     |                       |                       |  |    |                   |                   |                   |  |    |                     |                     |                     |
|  | M3                     | NY Rangers             | 3                      |   |            |                       |                       |                       |  |    |                   |                   |                   |  |    |                     |                     |                     |
|  | M3                     | NY Rangers             | 3                      |   |            |                       |                       |                       |  |    |                   |                   |                   |  | WC | Florida             | 1                   |                     |
|  |                        |                        |                        |   |            |                       |                       |                       |  |    |                   |                   |                   |  | WC | Florida             | 1                   |                     |
|  |                        | P1                     | Vegas                  | 4 |            |                       |                       |                       |  |    |                   |                   |                   |  |    |                     |                     |                     |
|  | C1                     | P1                     | Vegas                  | 4 | Colorado   | 3                     |                       |                       |  |    |                   |                   |                   |  |    |                     |                     |                     |
|  | C1                     |                        |                        |   | Colorado   | 3                     |                       |                       |  |    |                   |                   |                   |  |    |                     |                     |                     |
|  | WC                     | Seattle                | 4                      |   |            |                       |                       |                       |  |    |                   |                   |                   |  |    |                     |                     |                     |
|  | WC                     | Seattle                | 4                      |   | WC         | Seattle               | 3                     |                       |  |    |                   |                   |                   |  |    |                     |                     |                     |
|  |                        |                        |                        |   | WC         | Seattle               | 3                     |                       |  |    |                   |                   |                   |  |    |                     |                     |                     |
|  |                        | C2                     | Dallas                 | 4 |            |                       |                       |                       |  |    |                   |                   |                   |  |    |                     |                     |                     |
|  | C2                     | C2                     | Dallas                 | 4 | Dallas     | 4                     |                       |                       |  |    |                   |                   |                   |  |    |                     |                     |                     |
|  | C2                     |                        |                        |   | Dallas     | 4                     |                       |                       |  |    |                   |                   |                   |  |    |                     |                     |                     |
|  | C3                     | Minnesota              | 2                      |   |            |                       |                       |                       |  |    |                   |                   |                   |  |    |                     |                     |                     |
|  | C3                     | Minnesota              | 2                      |   |            |                       |                       |                       |  | C2 | Dallas            | 2                 |                   |  |    |                     |                     |                     |
|  | Západní konference     |                        |                        |   |            |                       |                       |                       |  | C2 | Dallas            | 2                 |                   |  |    |                     |                     |                     |
|  |                        | P1                     | Vegas                  | 4 |            |                       |                       |                       |  |    |                   |                   |                   |  |    |                     |                     |                     |
|  | P1                     | P1                     | Vegas                  | 4 | Vegas      | 4                     |                       |                       |  |    |                   |                   |                   |  |    |                     |                     |                     |
|  | P1                     |                        |                        |   | Vegas      | 4                     |                       |                       |  |    |                   |                   |                   |  |    |                     |                     |                     |
|  | WC                     | Winnipeg               | 1                      |   |            |                       |                       |                       |  |    |                   |                   |                   |  |    |                     |                     |                     |
|  | WC                     | Winnipeg               | 1                      |   | P1         | Vegas                 | 4                     |                       |  |    |                   |                   |                   |  |    |                     |                     |                     |
|  |                        |                        |                        |   | P1         | Vegas                 | 4                     |                       |  |    |                   |                   |                   |  |    |                     |                     |                     |
|  |                        | P2                     | Edmonton               | 2 |            |                       |                       |                       |  |    |                   |                   |                   |  |    |                     |                     |                     |
|  | P2                     | P2                     | Edmonton               | 2 | Edmonton   | 4                     |                       |                       |  |    |                   |                   |                   |  |    |                     |                     |                     |
|  | P2                     |                        |                        |   | Edmonton   | 4                     |                       |                       |  |    |                   |                   |                   |  |    |                     |                     |                     |
|  | P3                     | Los Angeles            | 2                      |   |            |                       |                       |                       |  |    |                   |                   |                   |  |    |                     |                     |                     |

- A1, A2, A3, A4 - týmy z Atlantické divize
- M1, M2, M3, M4 - týmy z Metropolitní divize
- C1, C2, C3, C4, C5 - týmy z Centrální divize
- P1, P2, P3 - týmy z Pacifické divize
- WC - týmy na divokou kartu

### Čtvrtfinále Východní konference
Všechny časy zápasů jsou uvedeny ve středoevropském letním čase (UTC+2).

#### Boston Bruins (A1) – Florida Panthers (WC)
| 18. dubna 2023 01:30 | Boston Bruins | 3 : 1 (1:0, 2:1, 0:0) | Florida Panthers | TD Garden, Boston Návštěvnost: 17 850 (vyprodáno) |  |

| Report | |                 |                        |  |
| Linus Ullmark | Linus Ullmark | Brankáři        | Alex Lyon              |  |
| David Pastrňák (Tyler Bertuzzi, David Krejčí) 05:58' Brad Marchand (Charlie McAvoy, Dmitrij Orlov) 23:41' Jake DeBrusk (Tyler Bertuzzi, Pavel Zacha) 37:32' | David Pastrňák (Tyler Bertuzzi, David Krejčí) 05:58' Brad Marchand (Charlie McAvoy, Dmitrij Orlov) 23:41' Jake DeBrusk (Tyler Bertuzzi, Pavel Zacha) 37:32' | 1:0 2:0 2:1 3:1 | 26:34' Matthew Tkachuk |  |
| 4 min | 4 min | Tresty          | 4 min                  |  |
| 29 | 29 | Střely          | 32                     |  |

| 20. dubna 2023 01:30 | Boston Bruins | 3 : 6 (0:0, 2:2, 1:4) | Florida Panthers | TD Garden, Boston Návštěvnost: 17 850 (vyprodáno) |  |

| Report | |                                     | |  |
| Linus Ullmark | Linus Ullmark | Brankáři                            | Alex Lyon |  |
| Brad Marchand (Tomáš Nosek) 32:13' Tyler Bertuzzi (Pavel Zacha, Dmitrij Orlov) 37:01' Taylor Hall (Nick Foligno, Derek Forbort) 58:50' | Brad Marchand (Tomáš Nosek) 32:13' Tyler Bertuzzi (Pavel Zacha, Dmitrij Orlov) 37:01' Taylor Hall (Nick Foligno, Derek Forbort) 58:50' | 0:1 1:1 1:2 2:2 2:3 2:4 2:5 2:6 3:6 | 21:42' Sam Bennett (Matthew Tkachuk) 34:18' Eric Staal (Nick Cousins) 40:22' Brandon Montour (Sam Reinhart, Aleksander Barkov) 47:00' Carter Verhaeghe (Matthew Tkachuk) 52:30' Brandon Montour (Nick Cousins, Colin White) 57:35' Eetu Luostarinen (do prázdné branky) |  |
| 60 min | 60 min | Tresty                              | 32 min |  |
| 37 | 37 | Střely                              | 29 |  |

| 22. dubna 2023 01:30 | Florida Panthers | 2 : 4 (0:1, 0:1, 2:2) | Boston Bruins | FLA Live Arena, Sunrise Návštěvnost: 19 910 (vyprodáno) |  |

| Report | |                         | |  |
| Alex Lyon (od 49. minuty Sergej Bobrovskij)                                                                | Alex Lyon (od 49. minuty Sergej Bobrovskij)                                                                | Brankáři                | Linus Ullmark |  |
| Gustav Forsling (Eetu Luostarinen, Eric Staal) 54:41' Sam Reinhart (Sam Bennett, Aleksander Barkov) 55:59' | Gustav Forsling (Eetu Luostarinen, Eric Staal) 54:41' Sam Reinhart (Sam Bennett, Aleksander Barkov) 55:59' | 0:1 0:2 0:3 0:4 1:4 2:4 | 02:26' Taylor Hall (Dmitrij Orlov) 26:00' Charlie Coyle (Brad Marchand, Jake DeBrusk) 48:32' David Pastrňák (Dmitrij Orlov, Tyler Bertuzzi) 51:45' Nick Foligno (Taylor Hall) |  |
| 18 min | 18 min | Tresty                  | 14 min |  |
| 31 | 31 | Střely                  | 35 |  |

| 23. dubna 2023 21:30 | Florida Panthers | 2 : 6 (0:1, 1:1, 1:4) | Boston Bruins | FLA Live Arena, Sunrise Návštěvnost: 19 771 (vyprodáno) |  |

| Report | |                                 | |  |
| Sergej Bobrovskij                                                                                                | Sergej Bobrovskij                                                                                                | Brankáři                        | Linus Ullmark (od 57. minuty Jeremy Swayman) |  |
| Matthew Tkachuk (Carter Verhaeghe, Brandon Montour) 36:00' Sam Bennett (Brandon Montour, Matthew Tkachuk) 46:11' | Matthew Tkachuk (Carter Verhaeghe, Brandon Montour) 36:00' Sam Bennett (Brandon Montour, Matthew Tkachuk) 46:11' | 0:1 0:2 1:2 1:3 2:3 2:4 2:5 2:6 | 09:45' Brad Marchand (Pavel Zacha, Tyler Bertuzzi) 21:52' Jake DeBrusk (Dmitrij Orlov, Taylor Hall) 42:26' Tyler Bertuzzi (Brandon Carlo, Nick Foligno) 48:05' Jake DeBrusk (Pavel Zacha, Taylor Hall) 56:24' Taylor Hall (Tomáš Nosek, Linus Ullmark) 59:31' Taylor Hall (Jakub Lauko, Garnet Hathaway, do prázdné branky) |  |
| 35 min | 35 min | Tresty                          | 35 min |  |
| 45 | 45 | Střely                          | 30 |  |

| 27. dubna 2023 01:00 | Boston Bruins | 3 : 4 PP (0:1, 1:1, 2:1 — 0:1) | Florida Panthers | TD Garden, Boston Návštěvnost: 17 850 (vyprodáno) |  |

| Report | |                             | |  |
| Linus Ullmark | Linus Ullmark | Brankáři                    | Sergej Bobrovskij |  |
| Brad Marchand (Charlie McAvoy) 22:27' Patrice Bergeron (Brad Marchand, Charlie McAvoy) 44:33' Taylor Hall (Brandon Carlo, Charlie Coyle) 49:16' | Brad Marchand (Charlie McAvoy) 22:27' Patrice Bergeron (Brad Marchand, Charlie McAvoy) 44:33' Taylor Hall (Brandon Carlo, Charlie Coyle) 49:16' | 0:1 1:1 1:2 2:2 2:3 3:3 3:4 | 08:26' Anthony Duclair (Carter Verhaeghe) 38:52' Sam Bennett (Carter Verhaeghe, Nick Cousins) 45:14' Sam Reinhart (Matthew Tkachuk, Aleksander Barkov) 66:05' Matthew Tkachuk (Carter Verhaeghe) |  |
| 4 min | 4 min | Tresty                      | 10 min |  |
| 47 | 47 | Střely                      | 25 |  |

| 29. dubna 2023 01:30 | Florida Panthers | 7 : 5 (2:1, 1:1, 4:3) | Boston Bruins | FLA Live Arena, Sunrise Návštěvnost: 18 911 |  |

| Report | |                                                 | |  |
| Sergej Bobrovskij | Sergej Bobrovskij | Brankáři                                        | Linus Ullmark |  |
| Brandon Montour (Matthew Tkachuk, Aleksander Barkov) 02:01' Matthew Tkachuk (Nick Cousins) 13:52' Aleksander Barkov (Anthony Duclair, Carter Verhaeghe) 29:22' Zac Dalpe (Eetu Luostarinen, Anton Lundell) 47:21' Matthew Tkachuk (Anton Lundell, Gustav Forsling) 50:49' Eetu Luostarinen (Brandon Montour) 54:22' Sam Reinhart (Radko Gudas, do prázdné branky) 59:32' | Brandon Montour (Matthew Tkachuk, Aleksander Barkov) 02:01' Matthew Tkachuk (Nick Cousins) 13:52' Aleksander Barkov (Anthony Duclair, Carter Verhaeghe) 29:22' Zac Dalpe (Eetu Luostarinen, Anton Lundell) 47:21' Matthew Tkachuk (Anton Lundell, Gustav Forsling) 50:49' Eetu Luostarinen (Brandon Montour) 54:22' Sam Reinhart (Radko Gudas, do prázdné branky) 59:32' | 1:0 1:1 2:1 2:2 3:2 3:3 3:4 4:4 4:5 5:5 6:5 7:5 | 06:09' Tyler Bertuzzi (Brad Marchand, Charlie McAvoy) 25:42' David Pastrňák (Brad Marchand, Charlie McAvoy) 41:32' Tyler Bertuzzi (Brandon Carlo, Brad Marchand) 43:53' David Pastrňák (Tyler Bertuzzi, Brad Marchand) 50:22' Jake DeBrusk (Pavel Zacha, Dmitrij Orlov) |  |
| 10 min | 10 min | Tresty                                          | 10 min |  |
| 32 | 32 | Střely                                          | 34 |  |

| 1. května 2023 00:30 | Boston Bruins | 3 : 4 PP (0:1, 1:1, 2:1 — 0:1) | Florida Panthers | TD Garden, Boston Návštěvnost: 17 850 (vyprodáno) |  |

| Report | |                             | |  |
| Jeremy Swayman | Jeremy Swayman | Brankáři                    | Sergej Bobrovskij |  |
| David Krejčí (Dmitrij Orlov, Pavel Zacha) 27:52' Tyler Bertuzzi (Dmitrij Orlov, David Krejčí) 40:55' David Pastrňák (Brandon Carlo, David Krejčí) 44:11' | David Krejčí (Dmitrij Orlov, Pavel Zacha) 27:52' Tyler Bertuzzi (Dmitrij Orlov, David Krejčí) 40:55' David Pastrňák (Brandon Carlo, David Krejčí) 44:11' | 0:1 0:2 1:2 2:2 3:2 3:3 3:4 | 12:23' Brandon Montour (Anton Lundell, Sergej Bobrovskij) 21:14' Sam Reinhart (Eetu Luostarinen, Anton Lundell) 59:00' Brandon Montour (Aleksander Barkov, Carter Verhaeghe) 68:35' Carter Verhaeghe (Sam Bennett, Matthew Tkachuk) |  |
| 8 min | 8 min | Tresty                      | 10 min |  |
| 36 | 36 | Střely                      | 31 |  |

Konečný stav série 4:3 na zápasy pro Florida Panthers.

#### Toronto Maple Leafs (A2) – Tampa Bay Lightning (A3)
| 19. dubna 2023 01:30 | Toronto Maple Leafs | 3 : 7 (0:3, 2:3, 1:1) | Tampa Bay Lightning | Scotiabank Arena, Toronto Návštěvnost: 19 013 (vyprodáno) |  |

| Report | |                                         | |  |
| Ilja Samsonov (od 41. minuty Joseph Woll) | Ilja Samsonov (od 41. minuty Joseph Woll) | Brankáři                                | Andrej Vasilevskij |  |
| Ryan O'Reilly (John Tavares, Mitchell Marner) 28:06' William Nylander (Auston Matthews, Mitchell Marner) 33:11' Calle Järnkrök (Mitchell Marner, Auston Matthews) 48:06' | Ryan O'Reilly (John Tavares, Mitchell Marner) 28:06' William Nylander (Auston Matthews, Mitchell Marner) 33:11' Calle Järnkrök (Mitchell Marner, Auston Matthews) 48:06' | 0:1 0:2 0:3 1:3 2:3 2:4 2:5 2:6 2:7 3:7 | 01:18' Pierre-Édouard Bellemare (Corey Perry) 07:18' Anthony Cirelli (Brandon Hagel) 19:56' Nikita Kučerov (Michail Sergačjov, Alex Killorn) 34:29' Brayden Point (Nikita Kučerov, Anthony Cirelli) 37:54' Corey Perry (Ross Colton) 39:58' Brayden Point (Corey Perry, Nikita Kučerov) 46:59' Ross Colton (Nick Perbix, Ian Cole) |  |
| 15 min | 15 min | Tresty                                  | 8 min |  |
| 31 | 31 | Střely                                  | 34 |  |

| 21. dubna 2023 01:00 | Toronto Maple Leafs | 7 : 2 (3:0, 3:1, 1:1) | Tampa Bay Lightning | Scotiabank Arena, Toronto Návštěvnost: 19 128 (vyprodáno) |  |

| Report | |                                     | |  |
| Ilja Samsonov | Ilja Samsonov | Brankáři                            | Andrej Vasilevskij                                                                                            |  |
| Mitchell Marner (Morgan Rielly, Auston Matthews) 00:47' John Tavares (Morgan Rielly) 12:45' William Nylander (Morgan Rielly, Auston Matthews) 15:08' John Tavares (Morgan Rielly, William Nylander) 33:14' Zachary Aston-Reese (David Kämpf, Sam Lafferty) 35:52' Mitchell Marner (T.J. Brodie) 38:02' John Tavares (Mitchell Marner, Ryan O'Reilly) 55:06' | Mitchell Marner (Morgan Rielly, Auston Matthews) 00:47' John Tavares (Morgan Rielly) 12:45' William Nylander (Morgan Rielly, Auston Matthews) 15:08' John Tavares (Morgan Rielly, William Nylander) 33:14' Zachary Aston-Reese (David Kämpf, Sam Lafferty) 35:52' Mitchell Marner (T.J. Brodie) 38:02' John Tavares (Mitchell Marner, Ryan O'Reilly) 55:06' | 1:0 2:0 3:0 3:1 4:1 5:1 6:1 6:2 7:2 | 28:58' Ian Cole (Steven Stamkos, Brayden Point) 52:38' Corey Perry (Pierre-Édouard Bellemare, Patrick Maroon) |  |
| 23 min | 23 min | Tresty                              | 49 min |  |
| 35 | 35 | Střely                              | 21 |  |

| 23. dubna 2023 01:00 | Tampa Bay Lightning | 3 : 4 PP (2:2, 1:0, 0:1 — 0:1) | Toronto Maple Leafs | Amalie Arena, Tampa Návštěvnost: 19 092 (vyprodáno) |  |

| Report | |                             | |  |
| Andrej Vasilevskij | Andrej Vasilevskij | Brankáři                    | Ilja Samsonov |  |
| Anthony Cirelli (Alex Killorn, Brandon Hagel) 04:50' Brandon Hagel (Corey Perry, Ross Colton) 19:28' Darren Raddysh (Nikita Kučerov, Steven Stamkos) 33:34' | Anthony Cirelli (Alex Killorn, Brandon Hagel) 04:50' Brandon Hagel (Corey Perry, Ross Colton) 19:28' Darren Raddysh (Nikita Kučerov, Steven Stamkos) 33:34' | 0:1 1:1 1:2 2:2 3:2 3:3 3:4 | 03:24' Noel Acciari (Matthew Knies, Ryan O'Reilly) 11:10' Auston Matthews (Mitchell Marner, Calle Järnkrok) 59:00' Ryan O'Reilly (William Nylander, Mitchell Marner) 79:15' Morgan Rielly (Ryan O'Reilly) |  |
| 18 min | 18 min | Tresty                      | 18 min |  |
| 39 | 39 | Střely                      | 27 |  |

| 25. dubna 2023 01:30 | Tampa Bay Lightning | 4 : 5 PP (2:0, 2:1, 0:3 — 0:1) | Toronto Maple Leafs | Amalie Arena, Tampa Návštěvnost: 19 092 (vyprodáno) |  |

| Report | |                                     | |  |
| Andrej Vasilevskij | Andrej Vasilevskij | Brankáři                            | Ilja Samsonov |  |
| Alex Killorn (Nikita Kučerov, Victor Hedman) 09:57' Michail Sergačjov (Nikita Kučerov, Brayden Point) 18:27' Steven Stamkos (Victor Hedman, Nick Perbix) 31:31' Alex Killorn (Brandon Hagel, Michail Sergačjov) 38:49' | Alex Killorn (Nikita Kučerov, Victor Hedman) 09:57' Michail Sergačjov (Nikita Kučerov, Brayden Point) 18:27' Steven Stamkos (Victor Hedman, Nick Perbix) 31:31' Alex Killorn (Brandon Hagel, Michail Sergačjov) 38:49' | 1:0 2:0 2:1 3:1 4:1 4:2 4:3 4:4 4:5 | 24:51' Noel Acciari (Justin Holl, Ryan O'Reilly) 49:44' Auston Matthews (Mitchell Marner, William Nylander) 52:29' Auston Matthews (William Nylander, Mark Giordano) 56:04' Morgan Rielly (Mitchell Marner, Ryan O'Reilly) 64:14' Alexander Kerfoot (Mark Giordano, William Nylander) |  |
| 10 min | 10 min | Tresty                              | 8 min |  |
| 31 | 31 | Střely                              | 37 |  |

| 28. dubna 2023 01:00 | Toronto Maple Leafs | 2 : 4 (1:1, 0:1, 1:2) | Tampa Bay Lightning | Scotiabank Arena, Toronto Návštěvnost: 19 663 (vyprodáno) |  |

| Report | |                         | |  |
| Ilja Samsonov                                                                                             | Ilja Samsonov                                                                                             | Brankáři                | Andrej Vasilevskij |  |
| Morgan Rielly (Matthew Knies, John Tavares) 05:46' Auston Matthews (John Tavares, Mitchell Marner) 56:26' | Morgan Rielly (Matthew Knies, John Tavares) 05:46' Auston Matthews (John Tavares, Mitchell Marner) 56:26' | 1:0 1:1 1:2 1:3 2:3 2:4 | 06:12' Anthony Cirelli (Brandon Hagel, Nick Perbix) 24:23' Michael Eyssimont (Zach Bogosian, Ian Cole) 51:53' Nick Paul (Ross Colton, Michael Eyssimont) 59:55' Alex Killorn (Victor Hedman, Anthony Cirelli, do prázdné branky) |  |
| 4 min | 4 min | Tresty                  | 4 min |  |
| 31 | 31 | Střely                  | 38 |  |

| 30. dubna 2023 01:00 | Tampa Bay Lightning | 1 : 2 PP (0:0, 0:1, 1:0 — 0:1) | Toronto Maple Leafs | Amalie Arena, Tampa Návštěvnost: 19 092 (vyprodáno) |  |

| Report                                                  |                                                         |             |                                                                                         |  |
| Andrej Vasilevskij                                      | Andrej Vasilevskij                                      | Brankáři    | Ilja Samsonov                                                                           |  |
| Steven Stamkos (Darren Raddysh, Anthony Cirelli) 44:11' | Steven Stamkos (Darren Raddysh, Anthony Cirelli) 44:11' | 0:1 1:1 1:2 | 33:47' Auston Matthews (T.J. Brodie) 64:36' John Tavares (Matthew Knies, Morgan Rielly) |  |
| 4 min                                                   | 4 min                                                   | Tresty      | 4 min                                                                                   |  |
| 32                                                      | 32                                                      | Střely      | 22                                                                                      |  |

Konečný stav série 4:2 na zápasy pro Toronto Maple Leafs.

#### Carolina Hurricanes (M1) – New York Islanders (WC)
| 18. dubna 2023 01:00 | Carolina Hurricanes | 2 : 1 (1:0, 1:1, 0:0) | New York Islanders | PNC Arena, Raleigh Návštěvnost: 18 680 (vyprodáno) |  |

| Report                                                                                            |                                                                                                   |             |                    |  |
| Antti Raanta                                                                                      | Antti Raanta                                                                                      | Brankáři    | Ilja Sorokin       |  |
| Sebastian Aho (Brent Burns, Martin Nečas) 03:47' Stefan Noesen (Brent Burns, Martin Nečas) 22:27' | Sebastian Aho (Brent Burns, Martin Nečas) 03:47' Stefan Noesen (Brent Burns, Martin Nečas) 22:27' | 1:0 2:0 2:1 | 22:51' Ryan Pulock |  |
| 8 min                                                                                             | 8 min                                                                                             | Tresty      | 8 min              |  |
| 37                                                                                                | 37                                                                                                | Střely      | 25                 |  |

| 20. dubna 2023 01:00 | Carolina Hurricanes | 4 : 3 PP (1:0, 1:2, 1:1 — 1:0) | New York Islanders | PNC Arena, Raleigh Návštěvnost: 18 680 (vyprodáno) |  |

| Report | |                             | |  |
| Antti Raanta | Antti Raanta | Brankáři                    | Ilja Sorokin |  |
| Paul Stastny (Jaccob Slavin, Seth Jarvis) 05:49' Stefan Noesen 27:19' Jaccob Slavin (Sebastian Aho, Brent Burns) 52:19' Jesper Fast (Jordan Staal, Brent Burns) 65:03' | Paul Stastny (Jaccob Slavin, Seth Jarvis) 05:49' Stefan Noesen 27:19' Jaccob Slavin (Sebastian Aho, Brent Burns) 52:19' Jesper Fast (Jordan Staal, Brent Burns) 65:03' | 1:0 2:0 2:1 2:2 2:3 3:3 4:3 | 30:48' Kyle Palmieri (Noah Dobson, Brock Nelson) 39:39' Mathew Barzal (Adam Pelech) 49:18' Brock Nelson (Kyle Palmieri, Noah Dobson) |  |
| 2 min | 2 min | Tresty                      | 12 min |  |
| 36 | 36 | Střely                      | 26 |  |

| 22. dubna 2023 01:00 | New York Islanders | 5 : 1 (0:0, 1:1, 4:0) | Carolina Hurricanes | UBS Arena, Elmont Návštěvnost: 17 255 (vyprodáno) |  |

| Report | |                         |                                   |  |
| Ilja Sorokin | Ilja Sorokin | Brankáři                | Antti Raanta                      |  |
| Casey Cizikas (Ryan Pulock) 32:49' Kyle Palmieri (Sebastian Aho, Jean-Gabriel Pageau) 56:09' Matt Martin (Kyle Palmieri, Scott Mayfield) 56:53' Scott Mayfield (do prázdné branky) 58:11' Anders Lee (Casey Cizikas, Ryan Pulock) 58:27' | Casey Cizikas (Ryan Pulock) 32:49' Kyle Palmieri (Sebastian Aho, Jean-Gabriel Pageau) 56:09' Matt Martin (Kyle Palmieri, Scott Mayfield) 56:53' Scott Mayfield (do prázdné branky) 58:11' Anders Lee (Casey Cizikas, Ryan Pulock) 58:27' | 1:0 1:1 2:1 3:1 4:1 5:1 | 36:56' Jesper Fast (Jordan Staal) |  |
| 16 min | 16 min | Tresty                  | 20 min                            |  |
| 36 | 36 | Střely                  | 32                                |  |

| 23. dubna 2023 19:00 | New York Islanders | 2 : 5 (0:1, 0:2, 2:2) | Carolina Hurricanes | UBS Arena, Elmont Návštěvnost: 17 255 (vyprodáno) |  |

| Report                                                              |                                                                     |                             | |  |
| Ilja Sorokin                                                        | Ilja Sorokin                                                        | Brankáři                    | Antti Raanta |  |
| Adam Pelech (Brock Nelson) 43:14' Bo Horvat (Scott Mayfield) 57:57' | Adam Pelech (Brock Nelson) 43:14' Bo Horvat (Scott Mayfield) 57:57' | 0:1 0:2 0:3 0:4 1:4 1:5 2:5 | 04:05' Seth Jarvis (Stefan Noesen, Brent Burns) 21:15' Martin Nečas (Stefan Noesen, Sebastian Aho) 33:30' Sebastian Aho (Mackenzie Maceachern) 41:20' Seth Jarvis (Sebastian Aho, Brett Pesce) 54:01' Mackenzie Maceachern (Brady Skjei) |  |
| 24 min                                                              | 24 min                                                              | Tresty                      | 10 min |  |
| 29                                                                  | 29                                                                  | Střely                      | 29 |  |

| 26. dubna 2023 01:00 | Carolina Hurricanes | 2 : 3 (0:1, 1:2, 1:0) | New York Islanders | PNC Arena, Raleigh Návštěvnost: 18 680 (vyprodáno) |  |

| Report | |                     | |  |
| Antti Raanta                                                                                                   | Antti Raanta                                                                                                   | Brankáři            | Ilja Sorokin |  |
| Paul Stastny (Jalen Chatfield, Jesse Puljujärvi) 33:10' Sebastian Aho (Seth Jarvis, Jesperi Kotkaniemi) 50:28' | Paul Stastny (Jalen Chatfield, Jesse Puljujärvi) 33:10' Sebastian Aho (Seth Jarvis, Jesperi Kotkaniemi) 50:28' | 0:1 0:2 1:2 1:3 2:3 | 10:27' Pierre Engvall (Brock Nelson) 23:16' Brock Nelson (Pierre Engvall, Kyle Palmieri) 38:05' Mathew Barzal (Bo Horvat) |  |
| 6 min | 6 min | Tresty              | 8 min |  |
| 36 | 36 | Střely              | 22 |  |

| 29. dubna 2023 01:00 | New York Islanders | 1 : 2 PP (1:0, 0:0, 0:1 — 0:1) | Carolina Hurricanes | UBS Arena, Elmont Návštěvnost: 17 255 (vyprodáno) |  |

| Report                                              |                                                     |             |                                                                       |  |
| Ilja Sorokin                                        | Ilja Sorokin                                        | Brankáři    | Frederik Andersen                                                     |  |
| Cal Clutterbuck (Ryan Pulock, Casey Cizikas) 09:21' | Cal Clutterbuck (Ryan Pulock, Casey Cizikas) 09:21' | 1:0 1:1 1:2 | 49:24' Sebastian Aho (Brett Pesce) 66:00' Paul Stastny (Derek Stepan) |  |
| 4 min                                               | 4 min                                               | Tresty      | 6 min                                                                 |  |
| 36                                                  | 36                                                  | Střely      | 41                                                                    |  |

Konečný stav série 4:2 na zápasy pro Carolina Hurricanes.

#### New Jersey Devils (M2) – New York Rangers (M3)
| 19. dubna 2023 01:00 | New Jersey Devils | 1 : 5 (0:2, 0:1, 1:2) | New York Rangers | Prudential Center, Newark Návštěvnost: 16 514 (vyprodáno) |  |

| Report             |                    |                         | |  |
| Vítek Vaněček      | Vítek Vaněček      | Brankáři                | Igor Šesťorkin |  |
| Jack Hughes 57:14' | Jack Hughes 57:14' | 0:1 0:2 0:3 0:4 1:4 1:5 | 04:58' Vladimir Tarasenko (K'Andre Miller, Artěmij Panarin) 09:30' Chris Kreider (Adam Fox, Artěmij Panarin) 36:57' Ryan Lindgren (Adam Fox, Filip Chytil) 51:07' Chris Kreider (Adam Fox, Patrick Kane) 58:02' Filip Chytil (Kaapo Kakko, Adam Fox) |  |
| 6 min              | 6 min              | Tresty                  | 8 min |  |
| 28                 | 28                 | Střely                  | 22 |  |

| 21. dubna 2023 01:30 | New Jersey Devils | 1 : 5 (1:0, 0:3, 0:2) | New York Rangers | Prudential Center, Newark Návštěvnost: 16 760 (vyprodáno) |  |

| Report                                           |                                                  |                         | |  |
| Vítek Vaněček                                    | Vítek Vaněček                                    | Brankáři                | Igor Šesťorkin |  |
| Erik Haula (Michael McLeod, Ondřej Palát) 11:44' | Erik Haula (Michael McLeod, Ondřej Palát) 11:44' | 1:0 1:1 1:2 1:3 1:4 1:5 | 25:53' Vladimir Tarasenko (Adam Fox, Ryan Lindgren) 29:57' Chris Kreider (Patrick Kane, Mika Zibanejad) 36:00' Chris Kreider (Patrick Kane, Adam Fox) 46:34' Patrick Kane 53:05' Kaapo Kakko (Filip Chytil, Niko Mikkola) |  |
| 61 min                                           | 61 min                                           | Tresty                  | 55 min |  |
| 22                                               | 22                                               | Střely                  | 31 |  |

| 23. dubna 2023 02:00 | New York Rangers | 1 : 2 PP (0:0, 1:1, 0:0 — 0:1) | New Jersey Devils | Madison Square Garden, New York Návštěvnost: 18 006 (vyprodáno) |  |

| Report                                              |                                                     |             | |  |
| Igor Šesťorkin                                      | Igor Šesťorkin                                      | Brankáři    | Akira Schmid                                                                                            |  |
| Chris Kreider (Mika Zibanejad, Patrick Kane) 23:39' | Chris Kreider (Mika Zibanejad, Patrick Kane) 23:39' | 1:0 1:1 1:2 | 30:37' Jack Hughes (Dougie Hamilton, Jesper Bratt) 71:36' Dougie Hamilton (Jesper Bratt, Nico Hischier) |  |
| 8 min                                               | 8 min                                               | Tresty      | 12 min                                                                                                  |  |
| 36                                                  | 36                                                  | Střely      | 28 |  |

| 25. dubna 2023 01:00 | New York Rangers | 1 : 3 (0:1, 0:0, 1:2) | New Jersey Devils | Madison Square Garden, New York Návštěvnost: 18 006 (vyprodáno) |  |

| Report                                                |                                                       |                 | |  |
| Igor Šesťorkin                                        | Igor Šesťorkin                                        | Brankáři        | Akira Schmid |  |
| Vincent Trocheck (Chris Kreider, Patrick Kane) 41:42' | Vincent Trocheck (Chris Kreider, Patrick Kane) 41:42' | 0:1 1:1 1:2 1:3 | 02:50' Jack Hughes (Jonas Siegenthaler) 48:22' Jonas Siegenthaler (Nico Hischier, Dougie Hamilton) 59:34' Ondřej Palát (Jesper Bratt, Erik Haula, do prázdné branky) |  |
| 4 min                                                 | 4 min                                                 | Tresty          | 6 min |  |
| 23                                                    | 23                                                    | Střely          | 22 |  |

| 28. dubna 2023 01:30 | New Jersey Devils | 4 : 0 (1:0, 2:0, 1:0) | New York Rangers | Prudential Center, Newark Návštěvnost: 17 114 (vyprodáno) |  |

| Report | |                 |                |  |
| Akira Schmid | Akira Schmid | Brankáři        | Igor Šesťorkin |  |
| Ondřej Palát 00:39' Erik Haula (Dawson Mercer, Damon Severson) 23:27' Dawson Mercer (Erik Haula) 33:32' Erik Haula (Nico Hischier, Ryan Graves, do prázdné branky) 54:48' | Ondřej Palát 00:39' Erik Haula (Dawson Mercer, Damon Severson) 23:27' Dawson Mercer (Erik Haula) 33:32' Erik Haula (Nico Hischier, Ryan Graves, do prázdné branky) 54:48' | 1:0 2:0 3:0 4:0 |                |  |
| 13 min | 13 min | Tresty          | 29 min         |  |
| 41 | 41 | Střely          | 23             |  |

| 30. dubna 2023 02:00 | New York Rangers | 5 : 2 (1:1, 2:0, 2:1) | New Jersey Devils | Madison Square Garden, New York Návštěvnost: 18 006 (vyprodáno) |  |

| Report | |                             | |  |
| Igor Šesťorkin | Igor Šesťorkin | Brankáři                    | Akira Schmid (od 53. minuty Vítek Vaněček)                                                         |  |
| Chris Kreider (Mika Zibanejad, Adam Fox) 19:35' Mika Zibanejad (Chris Kreider, Vladimir Tarasenko) 30:10' Vladimir Tarasenko (Chris Kreider, Adam Fox) 38:25' Barclay Goodrow (Jimmy Vesey) 47:23' Braden Schneider (Niko Mikkola, Filip Chytil) 52:28' | Chris Kreider (Mika Zibanejad, Adam Fox) 19:35' Mika Zibanejad (Chris Kreider, Vladimir Tarasenko) 30:10' Vladimir Tarasenko (Chris Kreider, Adam Fox) 38:25' Barclay Goodrow (Jimmy Vesey) 47:23' Braden Schneider (Niko Mikkola, Filip Chytil) 52:28' | 0:1 1:1 2:1 3:1 4:1 5:1 5:2 | 11:49' Curtis Lazar (Kevin Bahl, Damon Severson) 55:12' Dawson Mercer (Nico Hischier, Jack Hughes) |  |
| 16 min | 16 min | Tresty                      | 18 min                                                                                             |  |
| 29 | 29 | Střely                      | 36                                                                                                 |  |

| 2. května 2023 02:00 | New Jersey Devils | 4 : 0 (0:0, 2:0, 2:0) | New York Rangers | Prudential Center, Newark Návštěvnost: 17 241 (vyprodáno) |  |

| Report | |                 |                |  |
| Akira Schmid | Akira Schmid | Brankáři        | Igor Šesťorkin |  |
| Michael McLeod (Ondřej Palát) 29:53' Tomáš Tatar (John Marino, Nico Hischier) 35:39' Erik Haula (Jack Hughes, Ondřej Palát) 54:27' Jesper Bratt (John Marino, do prázdné branky) 56:41' | Michael McLeod (Ondřej Palát) 29:53' Tomáš Tatar (John Marino, Nico Hischier) 35:39' Erik Haula (Jack Hughes, Ondřej Palát) 54:27' Jesper Bratt (John Marino, do prázdné branky) 56:41' | 1:0 2:0 3:0 4:0 |                |  |
| 8 min | 8 min | Tresty          | 6 min          |  |
| 23 | 23 | Střely          | 31             |  |

Konečný stav série 4:3 na zápasy pro New Jersey Devils.

### Čtvrtfinále Západní konference
Všechny časy zápasů jsou uvedeny ve středoevropském letním čase (UTC+2).

#### Colorado Avalanche (C1) – Seattle Kraken (WC)
| 19. dubna 2023 04:00 | Colorado Avalanche | 1 : 3 (1:1, 0:1, 0:1) | Seattle Kraken | Ball Arena, Denver Návštěvnost: 18 138 (vyprodáno) |  |

| Report                                                |                                                       |                 | |  |
| Alexander Georgiev                                    | Alexander Georgiev                                    | Brankáři        | Philipp Grubauer |  |
| Mikko Rantanen (Nathan MacKinnon, Bowen Byram) 12:35' | Mikko Rantanen (Nathan MacKinnon, Bowen Byram) 12:35' | 0:1 1:1 1:2 1:3 | 03:26' Eeli Tolvanen 21:20' Alexander Wennberg (Jaden Schwartz, Jamie Oleksiak) 44:03' Morgan Geekie (Alexander Wennberg, Justin Schultz) |  |
| 6 min                                                 | 6 min                                                 | Tresty          | 4 min |  |
| 35                                                    | 35                                                    | Střely          | 30 |  |

| 21. dubna 2023 03:30 | Colorado Avalanche | 3 : 2 (0:2, 2:0, 1:0) | Seattle Kraken | Ball Arena, Denver Návštěvnost: 18 141 (vyprodáno) |  |

| Report | |                     |                                                                                         |  |
| Alexander Georgiev | Alexander Georgiev | Brankáři            | Philipp Grubauer                                                                        |  |
| Artturi Lehkonen (Cale Makar, Bowen Byram) 26:42' Valerij Ničuškin (Evan Rodrigues, Devon Toews) 27:30' Devon Toews (Artturi Lehkonen, Samuel Girard) 52:59' | Artturi Lehkonen (Cale Makar, Bowen Byram) 26:42' Valerij Ničuškin (Evan Rodrigues, Devon Toews) 27:30' Devon Toews (Artturi Lehkonen, Samuel Girard) 52:59' | 0:1 0:2 1:2 2:2 3:2 | 02:40' Justin Schultz (Eeli Tolvanen, Yanni Gourde) 13:27' Brandon Tanev (Yanni Gourde) |  |
| 8 min | 8 min | Tresty              | 8 min                                                                                   |  |
| 41 | 41 | Střely              | 29                                                                                      |  |

| 23. dubna 2023 04:00 | Seattle Kraken | 4 : 6 (1:2, 2:1, 1:3) | Colorado Avalanche | Climate Pledge Arena, Seattle Návštěvnost: 17 151 (vyprodáno) |  |

| Report | |                                         | |  |
| Philipp Grubauer | Philipp Grubauer | Brankáři                                | Alexander Georgiev |  |
| Jaden Schwartz (Justin Schultz, Alexander Wennberg) 06:08' Jamie Oleksiak (Yanni Gourde, Oliver Bjorkstrand) 32:51' Matty Beniers (Jared McCann, Jordan Eberle) 33:10' Jaden Schwartz (Justin Schultz) 59:20' | Jaden Schwartz (Justin Schultz, Alexander Wennberg) 06:08' Jamie Oleksiak (Yanni Gourde, Oliver Bjorkstrand) 32:51' Matty Beniers (Jared McCann, Jordan Eberle) 33:10' Jaden Schwartz (Justin Schultz) 59:20' | 1:0 1:1 1:2 1:3 2:3 3:3 3:4 3:5 3:6 4:6 | 16:07' J.T. Compher (Cale Makar, Artturi Lehkonen) 19:15' Nathan MacKinnon (Mikko Rantanen, Devon Toews) 24:33' Cale Makar (Alex Newhook) 43:01' Mikko Rantanen (Devon Toews) 44:29' Nathan MacKinnon (Bowen Byram, Evan Rodrigues) 57:46' Mikko Rantanen (Artturi Lehkonen, do prázdné branky) |  |
| 6 min | 6 min | Tresty                                  | 12 min |  |
| 29 | 29 | Střely                                  | 33 |  |

| 25. dubna 2023 04:00 | Seattle Kraken | 3 : 2 PP (2:0, 0:2, 0:0 — 1:0) | Colorado Avalanche | Climate Pledge Arena, Seattle Návštěvnost: 17 151 (vyprodáno) |  |

| Report | |                     | |  |
| Philipp Grubauer | Philipp Grubauer | Brankáři            | Alexander Georgiev                                                                                           |  |
| William Borgen (Adam Larsson, Brandon Tanev) 03:56' Daniel Sprong (Justin Schultz) 10:09' Jordan Eberle (Jaden Schwartz, Daniel Sprong) 63:00' | William Borgen (Adam Larsson, Brandon Tanev) 03:56' Daniel Sprong (Justin Schultz) 10:09' Jordan Eberle (Jaden Schwartz, Daniel Sprong) 63:00' | 1:0 2:0 2:1 2:2 3:2 | 34:08' Mikko Rantanen (Nathan MacKinnon, Evan Rodrigues) 39:10' Mikko Rantanen (Samuel Girard, J.T. Compher) |  |
| 8 min | 8 min | Tresty              | 12 min |  |
| 43 | 43 | Střely              | 22 |  |

| 27. dubna 2023 03:30 | Colorado Avalanche | 2 : 3 (0:0, 1:2, 1:1) | Seattle Kraken | Ball Arena, Denver Návštěvnost: 18 143 (vyprodáno) |  |

| Report                                                                                         |                                                                                                |                     | |  |
| Alexander Georgiev                                                                             | Alexander Georgiev                                                                             | Brankáři            | Philipp Grubauer |  |
| Nathan MacKinnon (Mikko Rantanen) 27:55' Evan Rodrigues (Devon Toews, Nathan MacKinnon) 56:23' | Nathan MacKinnon (Mikko Rantanen) 27:55' Evan Rodrigues (Devon Toews, Nathan MacKinnon) 56:23' | 0:1 1:1 1:2 1:3 2:3 | 26:35' Morgan Geekie (Jaden Schwartz, Alexander Wennberg) 29:59' Tye Kartye Jordan Eberle, William Borgen) 41:40' Yanni Gourde (Carson Soucy, Oliver Bjorkstrand) |  |
| 4 min                                                                                          | 4 min                                                                                          | Tresty              | 4 min |  |
| 28                                                                                             | 28                                                                                             | Střely              | 28 |  |

| 29. dubna 2023 04:00 | Seattle Kraken | 1 : 4 (1:1, 0:2, 0:1) | Colorado Avalanche | Climate Pledge Arena, Seattle Návštěvnost: 17 151 (vyprodáno) |  |

| Report            |                   |                     | |  |
| Philipp Grubauer  | Philipp Grubauer  | Brankáři            | Alexander Georgiev |  |
| Vince Dunn 15:48' | Vince Dunn 15:48' | 1:0 1:1 1:2 1:3 1:4 | 19:40' Mikko Rantanen (Evan Rodrigues, Devon Toews) 27:21' Erik Johnson (Mikko Rantanen) 36:57' Artturi Lehkonen (Devon Toews, Cale Makar) 59:48' Artturi Lehkonen (Cale Makar, Lars Eller, do prázdné branky) |  |
| 12 min            | 12 min            | Tresty              | 8 min |  |
| 23                | 23                | Střely              | 38 |  |

| 1. května 2023 03:30 | Colorado Avalanche | 1 : 2 (0:0, 1:2, 0:0) | Seattle Kraken | Ball Arena, Denver Návštěvnost: 18 143 (vyprodáno) |  |

| Report                                                |                                                       |             | |  |
| Alexander Georgiev                                    | Alexander Georgiev                                    | Brankáři    | Philipp Grubauer                                                                                               |  |
| Mikko Rantanen (Nathan MacKinnon, Devon Toews) 39:32' | Mikko Rantanen (Nathan MacKinnon, Devon Toews) 39:32' | 0:1 0:2 1:2 | 23:24' Oliver Bjorkstrand (Yanni Gourde, Adam Larsson) 27:22' Oliver Bjorkstrand (Eeli Tolvanen, Yanni Gourde) |  |
| 0 min                                                 | 0 min                                                 | Tresty      | 2 min |  |
| 34                                                    | 34                                                    | Střely      | 27 |  |

Konečný stav série 4:3 na zápasy pro Seattle Kraken.

#### Dallas Stars (C2) – Minnesota Wild (C3)
| 18. dubna 2023 03:30 | Dallas Stars | 2 : 3 PP2 (0:1, 2:1, 0:0 — 0:0, 0:1) | Minnesota Wild | American Airlines Center, Dallas Návštěvnost: 18 532 (vyprodáno) |  |

| Report                                                                                |                                                                                       |                     | |  |
| Jake Oettinger                                                                        | Jake Oettinger                                                                        | Brankáři            | Filip Gustavsson |  |
| Roope Hintz (Jamie Benn) 22:08' Jason Robertson (Miro Heiskanen, Joe Pavelski) 24:13' | Roope Hintz (Jamie Benn) 22:08' Jason Robertson (Miro Heiskanen, Joe Pavelski) 24:13' | 0:1 1:1 2:1 2:2 2:3 | 19:12' Kirill Kaprizov (Jared Spurgeon, Mats Zuccarello) 34:25' Sam Steel (Gustav Nyquist) 92:20' Ryan Hartman (Sam Steel) |  |
| 22 min                                                                                | 22 min                                                                                | Tresty              | 14 min |  |
| 54                                                                                    | 54                                                                                    | Střely              | 48 |  |

| 20. dubna 2023 03:30 | Dallas Stars | 7 : 3 (2:1, 4:2, 1:0) | Minnesota Wild | American Airlines Center, Dallas Návštěvnost: 18 532 (vyprodáno) |  |

| Report | |                                         | |  |
| Jake Oettinger | Jake Oettinger | Brankáři                                | Marc-André Fleury |  |
| Roope Hintz (Joel Kiviranta) 04:14' Tyler Seguin (Jason Robertson, Miro Heiskanen) 11:20' Jamie Benn (Roope Hintz, Miro Heiskanen) 24:07' Jevgenij Dadonov (Wyatt Johnston, Jamie Benn) 25:34' Jevgenij Dadonov (Miro Heiskanen) 36:08' Roope Hintz 36:56' Roope Hintz (Jason Robertson, Miro Heiskanen) 52:16' | Roope Hintz (Joel Kiviranta) 04:14' Tyler Seguin (Jason Robertson, Miro Heiskanen) 11:20' Jamie Benn (Roope Hintz, Miro Heiskanen) 24:07' Jevgenij Dadonov (Wyatt Johnston, Jamie Benn) 25:34' Jevgenij Dadonov (Miro Heiskanen) 36:08' Roope Hintz 36:56' Roope Hintz (Jason Robertson, Miro Heiskanen) 52:16' | 1:0 2:0 2:1 3:1 4:1 4:2 4:3 5:3 6:3 7:3 | 16:11' Oskar Sundqvist (Gustav Nyquist, Matt Dumba) 31:54' Marcus Johansson (Matt Boldy, Mats Zuccarello) 32:05' Frédérick Gaudreau (Gustav Nyquist) |  |
| 40 min | 40 min | Tresty                                  | 52 min |  |
| 31 | 31 | Střely                                  | 26 |  |

| 22. dubna 2023 03:30 | Minnesota Wild | 5 : 1 (1:0, 2:1, 2:0) | Dallas Stars | Xcel Energy Center, Saint Paul Návštěvnost: 19 309 (vyprodáno) |  |

| Report | |                         |                                                      |  |
| Filip Gustavsson | Filip Gustavsson | Brankáři                | Jake Oettinger                                       |  |
| Mats Zuccarello (Ryan Hartman, John Klingberg) 16:45' Marcus Johansson (Matt Boldy) 22:14' Marcus Foligno (Gustav Nyquist, Jared Spurgeon) 31:24' Mats Zuccarello (Ryan Hartman, John Klingberg) 54:07' Ryan Hartman (Jacob Middleton, do prázdné branky) 58:10' | Mats Zuccarello (Ryan Hartman, John Klingberg) 16:45' Marcus Johansson (Matt Boldy) 22:14' Marcus Foligno (Gustav Nyquist, Jared Spurgeon) 31:24' Mats Zuccarello (Ryan Hartman, John Klingberg) 54:07' Ryan Hartman (Jacob Middleton, do prázdné branky) 58:10' | 1:0 2:0 2:1 3:1 4:1 5:1 | 22:25' Luke Glendening (Joel Kiviranta, Radek Faksa) |  |
| 8 min | 8 min | Tresty                  | 12 min                                               |  |
| 24 | 24 | Střely                  | 24                                                   |  |

| 24. dubna 2023 00:30 | Minnesota Wild | 2 : 3 (0:0, 0:1, 2:2) | Dallas Stars | Xcel Energy Center, Saint Paul Návštěvnost: 19 331 (vyprodáno) |  |

| Report | |                     | |  |
| Filip Gustavsson                                                                                            | Filip Gustavsson                                                                                            | Brankáři            | Jake Oettinger |  |
| John Klingberg (Mats Zuccarello, Esa Lindell) 43:05' Frédérick Gaudreau (Matt Boldy, John Klingberg) 58:40' | John Klingberg (Mats Zuccarello, Esa Lindell) 43:05' Frédérick Gaudreau (Matt Boldy, John Klingberg) 58:40' | 0:1 0:2 1:2 1:3 2:3 | 35:42' Tyler Seguin (Roope Hintz, Jason Robertson) 43:05' Jevgenij Dadonov (Roope Hintz, Esa Lindell) 56:29' Tyler Seguin (Jamie Benn, Roope Hintz) |  |
| 16 min | 16 min | Tresty              | 8 min |  |
| 35 | 35 | Střely              | 24 |  |

| 26. dubna 2023 02:00 | Dallas Stars | 4 : 0 (2:0, 1:0, 1:0) | Minnesota Wild | American Airlines Center, Dallas Návštěvnost: 18 532 (vyprodáno) |  |

| Report | |                 |                  |  |
| Jake Oettinger | Jake Oettinger | Brankáři        | Filip Gustavsson |  |
| Tyler Seguin (Jason Robertson, Roope Hintz) 02:22' Jason Robertson (Miro Heiskanen, Roope Hintz) 11:04' Mason Marchment (Tyler Seguin, Roope Hintz) 21:19' Ty Dellandrea (Max Domi, Ryan Suter, do prázdné branky) 56:03' | Tyler Seguin (Jason Robertson, Roope Hintz) 02:22' Jason Robertson (Miro Heiskanen, Roope Hintz) 11:04' Mason Marchment (Tyler Seguin, Roope Hintz) 21:19' Ty Dellandrea (Max Domi, Ryan Suter, do prázdné branky) 56:03' | 1:0 2:0 3:0 4:0 |                  |  |
| 14 min | 14 min | Tresty          | 27 min           |  |
| 24 | 24 | Střely          | 27               |  |

| 29. dubna 2023 01:00 | Minnesota Wild | 1 : 4 (0:1, 0:2, 1:1) | Dallas Stars | Xcel Energy Center, Saint Paul Návštěvnost: 19 389 (vyprodáno) |  |

| Report                                                      |                                                             |                     | |  |
| Filip Gustavsson (od 41. minuty Marc-André Fleury)          | Filip Gustavsson (od 41. minuty Marc-André Fleury)          | Brankáři            | Jake Oettinger |  |
| Frédérick Gaudreau (Gustav Nyquist, Jacob Middleton) 52:53' | Frédérick Gaudreau (Gustav Nyquist, Jacob Middleton) 52:53' | 0:1 0:2 0:3 1:3 1:4 | 06:22' Roope Hintz (Tyler Seguin, Jason Robertson) 33:37' Wyatt Johnston (Jevgenij Dadonov, Ryan Suter) 39:59' Mason Marchment (Max Domi) 59:03' Max Domi (Mason Marchment, do prázdné branky) |  |
| 4 min                                                       | 4 min                                                       | Tresty              | 4 min |  |
| 23                                                          | 23                                                          | Střely              | 32 |  |

Konečný stav série 4:2 na zápasy pro Dallas Stars.

#### Vegas Golden Knights (P1) – Winnipeg Jets (WC)
| 19. dubna 2023 03:30 | Vegas Golden Knights | 1 : 5 (0:0, 1:2, 0:3) | Winnipeg Jets | T-Mobile Arena, Paradise Návštěvnost: 18 006 (vyprodáno) |  |

| Report                                                         |                                                                |                         | |  |
| Laurent Brossoit                                               | Laurent Brossoit                                               | Brankáři                | Connor Hellebuyck |  |
| William Karlsson (Ivan Barbašev, Jonathan Marchessault) 35:49' | William Karlsson (Ivan Barbašev, Jonathan Marchessault) 35:49' | 0:1 0:2 1:2 1:3 1:4 1:5 | 21:24' Kyle Connor (Pierre-Luc Dubois, Josh Morrissey) 22:26' Pierre-Luc Dubois (Blake Wheeler) 43:53' Blake Wheeler (Nino Niederreiter, Nate Schmidt) 58:39' Adam Lowry (Blake Wheeler, Neal Pionk) 59:41' Adam Lowry (Nino Niederreiter, Vladislav Naměstnikov) |  |
| 16 min                                                         | 16 min                                                         | Tresty                  | 16 min |  |
| 17                                                             | 17                                                             | Střely                  | 30 |  |

| 21. dubna 2023 03:30 | Vegas Golden Knights | 5 : 2 (0:1, 2:1, 3:0) | Winnipeg Jets | T-Mobile Arena, Paradise Návštěvnost: 18 333 (vyprodáno) |  |

| Report | |                             | |  |
| Laurent Brossoit | Laurent Brossoit | Brankáři                    | Connor Hellebuyck                                                                                  |  |
| William Karlsson (Phil Kessel) 25:54' Jack Eichel (Alex Pietrangelo, Michael Amadio) 30:25' Chandler Stephenson (Alex Pietrangelo, Mark Stone) 45:37' Mark Stone (Chandler Stephenson, Brett Howden) 53:01' Mark Stone (William Karlsson, Phil Kessel) 57:30' | William Karlsson (Phil Kessel) 25:54' Jack Eichel (Alex Pietrangelo, Michael Amadio) 30:25' Chandler Stephenson (Alex Pietrangelo, Mark Stone) 45:37' Mark Stone (Chandler Stephenson, Brett Howden) 53:01' Mark Stone (William Karlsson, Phil Kessel) 57:30' | 0:1 1:1 2:1 2:2 3:2 4:2 5:2 | 09:18' Adam Lowry (Neal Pionk, Nate Schmidt) 36:01' Kevin Stenlund (Saku Mäenalanen, Dylan Demelo) |  |
| 10 min | 10 min | Tresty                      | 12 min                                                                                             |  |
| 39 | 39 | Střely                      | 33                                                                                                 |  |

| 22. dubna 2023 22:00 | Winnipeg Jets | 4 : 5 PP2 (1:2, 0:2, 3:0 — 0:0, 0:1) | Vegas Golden Knights | Canada Life Centre, Winnipeg Návštěvnost: 15 324 (vyprodáno) |  |

| Report | |                                     | |  |
| Connor Hellebuyck | Connor Hellebuyck | Brankáři                            | Laurent Brossoit |  |
| Kyle Connor (Dylan Demelo, Brenden Dillon) 09:07' Nino Niederreiter (Pierre-Luc Dubois, Neal Pionk) 42:04' Mark Scheifele (Neal Pionk, Kyle Connor) 54:08' Adam Lowry (Vladislav Naměstnikov, Neal Pionk) 59:38' | Kyle Connor (Dylan Demelo, Brenden Dillon) 09:07' Nino Niederreiter (Pierre-Luc Dubois, Neal Pionk) 42:04' Mark Scheifele (Neal Pionk, Kyle Connor) 54:08' Adam Lowry (Vladislav Naměstnikov, Neal Pionk) 59:38' | 0:1 0:2 1:2 1:3 1:4 2:4 3:4 4:4 4:5 | 02:52' Chandler Stephenson (Mark Stone, Shea Theodore) 06:18' Jack Eichel (Chandler Stephenson, Alex Pietrangelo) 30:46' Jack Eichel (Alex Pietrangelo, Reilly Smith) 37:45' Keegan Kolesar (Jack Eichel, Michael Amadio) 83:40' Michael Amadio (Ivan Barbašev) |  |
| 19 min | 19 min | Tresty                              | 17 min |  |
| 34 | 34 | Střely                              | 48 |  |

| 25. dubna 2023 03:30 | Winnipeg Jets | 2 : 4 (1:1, 0:2, 1:1) | Vegas Golden Knights | Canada Life Centre, Winnipeg Návštěvnost: 15 324 (vyprodáno) |  |

| Report | |                         | |  |
| Connor Hellebuyck                                                                                         | Connor Hellebuyck                                                                                         | Brankáři                | Laurent Brossoit |  |
| Blake Wheeler (Neal Pionk, Nino Niederreiter) 05:53' Pierre-Luc Dubois (Blake Wheeler, Neal Pionk) 42:57' | Blake Wheeler (Neal Pionk, Nino Niederreiter) 05:53' Pierre-Luc Dubois (Blake Wheeler, Neal Pionk) 42:57' | 1:0 1:1 1:2 1:3 2:3 2:4 | 09:53' Brett Howden (Chandler Stephenson) 33:32' William Karlsson (Jonathan Marchessault, Shea Theodore) 34:19' Ivan Barbašev (Shea Theodore, Chandler Stephenson) 59:43' Brett Howden (Mark Stone, do prázdné branky) |  |
| 6 min | 6 min | Tresty                  | 6 min |  |
| 26 | 26 | Střely                  | 29 |  |

| 28. dubna 2023 04:00 | Vegas Golden Knights | 4 : 1 (1:0, 3:0, 0:1) | Winnipeg Jets | T-Mobile Arena, Paradise Návštěvnost: 18 476 (vyprodáno) |  |

| Report | |                     |                                                |  |
| Laurent Brossoit | Laurent Brossoit | Brankáři            | Connor Hellebuyck                              |  |
| Chandler Stephenson (Mark Stone, Brett Howden) 00:50' Mark Stone (Alex Pietrangelo) 20:42' William Karlsson (Michael Amadio, Reilly Smith) 24:41' Chandler Stephenson (Mark Stone, Jack Eichel) 28:37' | Chandler Stephenson (Mark Stone, Brett Howden) 00:50' Mark Stone (Alex Pietrangelo) 20:42' William Karlsson (Michael Amadio, Reilly Smith) 24:41' Chandler Stephenson (Mark Stone, Jack Eichel) 28:37' | 1:0 2:0 3:0 4:0 4:1 | 54:22' Kyle Connor (Blake Wheeler, Adam Lowry) |  |
| 4 min | 4 min | Tresty              | 8 min                                          |  |
| 25 | 25 | Střely              | 31                                             |  |

Konečný stav série 4:1 na zápasy pro Vegas Golden Knights.

#### Edmonton Oilers (P2) – Los Angeles Kings (P3)
| 18. dubna 2023 04:00 | Edmonton Oilers | 3 : 4 PP (2:0, 0:0, 1:3 — 0:1) | Los Angeles Kings | Rogers Place, Edmonton Návštěvnost: 18 347 (vyprodáno) |  |

| Report | |                             | |  |
| Stuart Skinner | Stuart Skinner | Brankáři                    | Joonas Korpisalo |  |
| Leon Draisaitl (Mattias Janmark) 06:57' Evan Bouchard (Ryan Nugent-Hopkins, Zach Hyman) 12:31' Leon Draisaitl (Evander Kane) 48:46' | Leon Draisaitl (Mattias Janmark) 06:57' Evan Bouchard (Ryan Nugent-Hopkins, Zach Hyman) 12:31' Leon Draisaitl (Evander Kane) 48:46' | 1:0 2:0 2:1 3:1 3:2 3:3 3:4 | 40:52' Adrian Kempe (Matt Roy, Anže Kopitar) 51:23' Adrian Kempe (Quinton Byfield, Anže Kopitar) 59:43' Anže Kopitar (Phillip Danault, Viktor Arvidsson) 69:19' Alex Iafallo (Viktor Arvidsson, Anže Kopitar) |  |
| 14 min | 14 min | Tresty                      | 8 min |  |
| 40 | 40 | Střely                      | 35 |  |

| 20. dubna 2023 04:00 | Edmonton Oilers | 4 : 2 (2:0, 0:2, 2:0) | Los Angeles Kings | Rogers Place, Edmonton Návštěvnost: 18 347 (vyprodáno) |  |

| Report | |                         | |  |
| Stuart Skinner | Stuart Skinner | Brankáři                | Joonas Korpisalo                                                                                                |  |
| Derek Ryan (Leon Draisaitl, Darnell Nurse) 02:34' Leon Draisaitl (Connor McDavid, Evan Bouchard) 12:06' Klim Kostin 42:20' Evander Kane (Leon Draisaitl) 59:37' | Derek Ryan (Leon Draisaitl, Darnell Nurse) 02:34' Leon Draisaitl (Connor McDavid, Evan Bouchard) 12:06' Klim Kostin 42:20' Evander Kane (Leon Draisaitl) 59:37' | 1:0 2:0 2:1 2:2 3:2 4:2 | 34:38' Phillip Danault (Adrian Kempe, Mikey Anderson) 39:16' Gabriel Vilardi (Trevor Moore, Vladislav Gavrikov) |  |
| 8 min | 8 min | Tresty                  | 2 min |  |
| 36 | 36 | Střely                  | 25 |  |

| 22. dubna 2023 04:00 | Los Angeles Kings | 3 : 2 PP (1:0, 1:2, 0:0 — 1:0) | Edmonton Oilers | Crypto.com Arena, Los Angeles Návštěvnost: 18 230 (vyprodáno) |  |

| Report | |                     | |  |
| Joonas Korpisalo | Joonas Korpisalo | Brankáři            | Stuart Skinner                                                                                                   |  |
| Alex Iafallo (Matt Roy, Anže Kopitar) 19:27' Adrian Kempe (Viktor Arvidsson, Drew Doughty) 29:40' Trevor Moore 63:24' | Alex Iafallo (Matt Roy, Anže Kopitar) 19:27' Adrian Kempe (Viktor Arvidsson, Drew Doughty) 29:40' Trevor Moore 63:24' | 1:0 1:1 1:2 2:2 3:2 | 27:42' Connor McDavid (Evan Bouchard, Ryan Nugent-Hopkins) 29:22' Connor McDavid (Evan Bouchard, Leon Draisaitl) |  |
| 12 min | 12 min | Tresty              | 14 min |  |
| 31 | 31 | Střely              | 40 |  |

| 24. dubna 2023 03:00 | Los Angeles Kings | 4 : 5 PP (3:0, 0:3, 1:1 — 0:1) | Edmonton Oilers | Crypto.com Arena, Los Angeles Návštěvnost: 18 367 (vyprodáno) |  |

| Report | |                                     | |  |
| Joonas Korpisalo | Joonas Korpisalo | Brankáři                            | Stuart Skinner (od 21. minuty Jack Campbell) |  |
| Gabriel Vilardi (Kevin Fiala, Alex Iafallo) 09:25' Viktor Arvidsson (Trevor Moore, Phillip Danault) 16:48' Anže Kopitar (Kevin Fiala, Adrian Kempe) 18:11' Matt Roy (Viktor Arvidsson, Phillip Danault) 44:28' | Gabriel Vilardi (Kevin Fiala, Alex Iafallo) 09:25' Viktor Arvidsson (Trevor Moore, Phillip Danault) 16:48' Anže Kopitar (Kevin Fiala, Adrian Kempe) 18:11' Matt Roy (Viktor Arvidsson, Phillip Danault) 44:28' | 1:0 2:0 3:0 3:1 3:2 3:3 4:3 4:4 4:5 | 24:55' Evan Bouchard (Leon Draisaitl, Connor McDavid) 29:41' Leon Draisaitl (Connor McDavid, Zach Hyman) 39:49' Leon Draisaitl (Ryan Nugent-Hopkins, Evan Bouchard) 56:58' Evander Kane (Connor McDavid, Mattias Ekholm) 70:39' Zach Hyman (Evan Bouchard) |  |
| 6 min | 6 min | Tresty                              | 4 min |  |
| 39 | 39 | Střely                              | 40 |  |

| 26. dubna 2023 01:00 | Edmonton Oilers | 6 : 3 (3:2, 2:0, 1:1) | Los Angeles Kings | Rogers Place, Edmonton Návštěvnost: 18 347 (vyprodáno) |  |

| Report | |                                     | |  |
| Stuart Skinner | Stuart Skinner | Brankáři                            | Joonas Korpisalo (od 32. minuty Pheonix Copley) |  |
| Evander Kane (Darnell Nurse, Mattias Ekholm) 08:08' Leon Draisaitl (Connor McDavid, Mattias Ekholm) 10:40' Brett Kulak (Ryan McLeod, Warren Foegele) 14:12' Nick Bjugstad (Cody Ceci, Darnell Nurse) 31:49' Zach Hyman (Evan Bouchard, Connor McDavid) 35:47' Nick Bjugstad (Ryan Nugent-Hopkins) 44:26' | Evander Kane (Darnell Nurse, Mattias Ekholm) 08:08' Leon Draisaitl (Connor McDavid, Mattias Ekholm) 10:40' Brett Kulak (Ryan McLeod, Warren Foegele) 14:12' Nick Bjugstad (Cody Ceci, Darnell Nurse) 31:49' Zach Hyman (Evan Bouchard, Connor McDavid) 35:47' Nick Bjugstad (Ryan Nugent-Hopkins) 44:26' | 1:0 2:0 2:1 3:1 3:2 4:2 5:2 6:2 6:3 | 13:12' Alex Iafallo (Adrian Kempe, Anže Kopitar) 17:35' Adrian Kempe (Carl Grundström, Drew Doughty) 46:33' Quinton Byfield (Gabriel Vilardi, Kevin Fiala) |  |
| 12 min | 12 min | Tresty                              | 16 min |  |
| 27 | 27 | Střely                              | 28 |  |

| 30. dubna 2023 04:00 | Los Angeles Kings | 4 : 5 (1:2, 2:2, 1:1) | Edmonton Oilers | Crypto.com Arena, Los Angeles Návštěvnost: 18 230 |  |

| Report | |                                     | |  |
| Joonas Korpisalo | Joonas Korpisalo | Brankáři                            | Stuart Skinner |  |
| Sean Durzi (Kevin Fiala, Quinton Byfield) 08:13' Adrian Kempe (Kevin Fiala, Viktor Arvidsson) 26:36' Kevin Fiala (Drew Doughty, Viktor Arvidsson) 28:16' Phillip Danault 47:46' | Sean Durzi (Kevin Fiala, Quinton Byfield) 08:13' Adrian Kempe (Kevin Fiala, Viktor Arvidsson) 26:36' Kevin Fiala (Drew Doughty, Viktor Arvidsson) 28:16' Phillip Danault 47:46' | 0:1 1:1 1:2 1:3 2:3 3:3 3:4 4:4 4:5 | 01:25' Connor McDavid (Evan Bouchard, Mattias Ekholm) 12:12' Klim Kostin (Ryan McLeod, Vincent Desharnais) 24:06' Leon Draisaitl (Connor McDavid, Evan Bouchard) 30:54' Klim Kostin (Kailer Yamamoto, Vincent Desharnais) 56:57' Kailer Yamamoto (Ryan McLeod, Klim Kostin) |  |
| 4 min | 4 min | Tresty                              | 6 min |  |
| 44 | 44 | Střely                              | 26 |  |

Konečný stav série 4:2 na zápasy pro Edmonton Oilers.

### Semifinále Východní konference
Všechny časy zápasů jsou uvedeny ve středoevropském letním čase (UTC+2).

#### Toronto Maple Leafs (A2) – Florida Panthers (WC)
| 3. května 2023 01:00 | Toronto Maple Leafs | 2 : 4 (0:1, 2:2, 0:1) | Florida Panthers | Scotiabank Arena, Toronto Návštěvnost: 19 244 (vyprodáno) |  |

| Report | |                         | |  |
| Ilja Samsonov                                                                                                | Ilja Samsonov                                                                                                | Brankáři                | Sergej Bobrovskij |  |
| Matthew Knies (Auston Matthews, Morgan Rielly) 28:09' Michael Bunting (Calle Järnkrok, Ryan O'Reilly) 34:51' | Matthew Knies (Auston Matthews, Morgan Rielly) 28:09' Michael Bunting (Calle Järnkrok, Ryan O'Reilly) 34:51' | 0:1 0:2 1:2 2:2 2:3 2:4 | 09:25' Nick Cousins (Matthew Tkachuk, Sam Bennett) 27:58' Sam Bennett (Aaron Ekblad, Matthew Tkachuk) 37:47' Carter Verhaeghe (Anthony Duclair, Aleksander Barkov) 52:24' Brandon Montour (Matthew Tkachuk, Aleksander Barkov) |  |
| 2 min | 2 min | Tresty                  | 10 min |  |
| 36 | 36 | Střely                  | 28 |  |

| 5. května 2023 01:00 | Toronto Maple Leafs | 2 : 3 (2:1, 0:2, 0:0) | Florida Panthers | Scotiabank Arena, Toronto Návštěvnost: 19 387 (vyprodáno) |  |

| Report | |                     | |  |
| Ilja Samsonov                                                                                                 | Ilja Samsonov                                                                                                 | Brankáři            | Sergej Bobrovskij |  |
| Alexander Kerfoot (Luke Schenn, Morgan Rielly) 02:20' Ryan O'Reilly (Mitchell Marner, Auston Matthews) 05:10' | Alexander Kerfoot (Luke Schenn, Morgan Rielly) 02:20' Ryan O'Reilly (Mitchell Marner, Auston Matthews) 05:10' | 1:0 2:0 2:1 2:2 2:3 | 11:13' Anton Lundell (Sam Reinhart) 20:19' Aleksander Barkov (Anthony Duclair) 21:06' Gustav Forsling (Matthew Tkachuk, Anton Lundell) |  |
| 2 min | 2 min | Tresty              | 6 min |  |
| 36 | 36 | Střely              | 29 |  |

| 8. května 2023 00:30 | Florida Panthers | 3 : 2 PP (0:1, 2:1, 0:0 — 1:0) | Toronto Maple Leafs | FLA Live Arena, Sunrise Návštěvnost: 19 911 (vyprodáno) |  |

| Report | |                     | |  |
| Sergej Bobrovskij                                                                                            | Sergej Bobrovskij                                                                                            | Brankáři            | Ilja Samsonov (od 21. minuty Joseph Woll)                                                               |  |
| Anthony Duclair (Aaron Ekblad) 22:36' Carter Verhaeghe (Radko Gudas, Josh Mahura) 32:28' Sam Reinhart 63:02' | Anthony Duclair (Aaron Ekblad) 22:36' Carter Verhaeghe (Radko Gudas, Josh Mahura) 32:28' Sam Reinhart 63:02' | 0:1 1:1 1:2 2:2 3:2 | 02:26' Sam Lafferty (David Kämpf, Morgan Rielly) 27:32' Erik Gustafsson (William Nylander, Jake McCabe) |  |
| 0 min | 0 min | Tresty              | 4 min                                                                                                   |  |
| 28 | 28 | Střely              | 24 |  |

| 11. května 2023 01:00 | Florida Panthers | 1 : 2 (0:0, 0:1, 1:1) | Toronto Maple Leafs | FLA Live Arena, Sunrise Návštěvnost: 19 868 (vyprodáno) |  |

| Report                                             |                                                    |             |                                                                                                 |  |
| Sergej Bobrovskij                                  | Sergej Bobrovskij                                  | Brankáři    | Joseph Woll                                                                                     |  |
| Sam Reinhart (Matthew Tkachuk, Sam Bennett) 52:13' | Sam Reinhart (Matthew Tkachuk, Sam Bennett) 52:13' | 0:1 0:2 1:2 | 23:29' William Nylander (Michael Bunting, Mitchell Marner) 50:03' Mitchell Marner (Jake McCabe) |  |
| 26 min                                             | 26 min                                             | Tresty      | 16 min                                                                                          |  |
| 25                                                 | 25                                                 | Střely      | 25                                                                                              |  |

| 13. května 2023 01:00 | Toronto Maple Leafs | 2 : 3 PP (0:2, 1:0, 1:0 — 0:1) | Florida Panthers | Scotiabank Arena, Toronto Návštěvnost: 19 513 (vyprodáno) |  |

| Report                                                                                                | |                     | |  |
| Joseph Woll                                                                                           | Joseph Woll                                                                                           | Brankáři            | Sergej Bobrovskij |  |
| Morgan Rielly (Sam Lafferty, David Kämpf) 27:50' William Nylander (John Tavares, T. J. Brodie) 55:33' | Morgan Rielly (Sam Lafferty, David Kämpf) 27:50' William Nylander (John Tavares, T. J. Brodie) 55:33' | 0:1 0:2 1:2 2:2 2:3 | 03:31' Aaron Ekblad (Gustav Forsling, Carter Verhaeghe) 16:18' Carter Verhaeghe (Anthony Duclair, Aaron Ekblad) 75:32' Nick Cousins (Radko Gudas) |  |
| 4 min                                                                                                 | 4 min                                                                                                 | Tresty              | 4 min |  |
| 53 | 53 | Střely              | 43 |  |

Konečný stav série 4:1 na zápasy pro Florida Panthers.

#### Carolina Hurricanes (M1) – New Jersey Devils (M2)
| 4. května 2023 01:00 | Carolina Hurricanes | 5 : 1 (2:0, 1:1, 2:0) | New Jersey Devils | PNC Arena, Raleigh Návštěvnost: 18 680 (vyprodáno) |  |

| Report | |                         |                                            |  |
| Frederik Andersen | Frederik Andersen | Brankáři                | Akira Schmid (od 22. minuty Vítek Vaněček) |  |
| Brett Pesce (Jordan Staal) 09:41' Seth Jarvis 14:43' Jesperi Kotkaniemi (Jordan Martinook, Jesper Fast) 21:55' Brady Skjei (Sebastian Aho, Stefan Noesen) 50:17' Jesper Fast (Jordan Martinook, Jordan Staal, do prázdné branky) 56:44' | Brett Pesce (Jordan Staal) 09:41' Seth Jarvis 14:43' Jesperi Kotkaniemi (Jordan Martinook, Jesper Fast) 21:55' Brady Skjei (Sebastian Aho, Stefan Noesen) 50:17' Jesper Fast (Jordan Martinook, Jordan Staal, do prázdné branky) 56:44' | 1:0 2:0 3:0 3:1 4:1 5:1 | 25:02' Nathan Bastian (Michael McLeod)     |  |
| 4 min | 4 min | Tresty                  | 6 min                                      |  |
| 22 | 22 | Střely                  | 19                                         |  |

| 6. května 2023 02:00 | Carolina Hurricanes | 6 : 1 (0:0, 4:0, 2:1) | New Jersey Devils | PNC Arena, Raleigh Návštěvnost: 18 982 (vyprodáno) |  |

| Report | |                             |                                                    |  |
| Frederik Andersen | Frederik Andersen | Brankáři                    | Akira Schmid (od 41. minuty Vítek Vaněček)         |  |
| Jesperi Kotkaniemi (Shayne Gostisbehere, Jack Drury) 21:35' Jesperi Kotkaniemi (Jordan Martinook, Jesper Fast) 23:58' Jordan Staal (Jack Drury, Brett Pesce) 37:25' Martin Nečas (Shayne Gostisbehere, Jaccob Slavin) 39:44' Jordan Martinook 52:48' Stefan Noesen (Sebastian Aho, Seth Jarvis) 53:42' | Jesperi Kotkaniemi (Shayne Gostisbehere, Jack Drury) 21:35' Jesperi Kotkaniemi (Jordan Martinook, Jesper Fast) 23:58' Jordan Staal (Jack Drury, Brett Pesce) 37:25' Martin Nečas (Shayne Gostisbehere, Jaccob Slavin) 39:44' Jordan Martinook 52:48' Stefan Noesen (Sebastian Aho, Seth Jarvis) 53:42' | 1:0 2:0 3:0 4:0 4:1 5:1 6:1 | 43:49' Miles Wood (Michael McLeod, Nathan Bastian) |  |
| 8 min | 8 min | Tresty                      | 6 min                                              |  |
| 36 | 36 | Střely                      | 29                                                 |  |

| 7. května 2023 21:30 | New Jersey Devils | 8 : 4 (3:0, 2:2, 3:2) | Carolina Hurricanes | Prudential Center, Newark Návštěvnost: 16 514 (vyprodáno) |  |

| Report | |                                                 | |  |
| Vítek Vaněček | Vítek Vaněček | Brankáři                                        | Frederik Andersen (od 21. minuty Pjotr Kočetkov)                                                                                                  |  |
| Timo Meier (Jack Hughes, Dawson Mercer) 05:58' Jack Hughes (Brendan Smith, Dawson Mercer) 10:55' Michael McLeod (Nico Hischier, John Marino) 12:31' Nico Hischier (Jesper Bratt, Ondřej Palát) 20:53' Damon Severson (Luke Hughes, Jack Hughes) 25:33' Miles Wood (John Marino, Vítek Vaněček) 43:08' Jack Hughes (Dawson Mercer, Jonas Siegenthaler) 45:17' Ondřej Palát (Jesper Bratt, Luke Hughes) 50:47' | Timo Meier (Jack Hughes, Dawson Mercer) 05:58' Jack Hughes (Brendan Smith, Dawson Mercer) 10:55' Michael McLeod (Nico Hischier, John Marino) 12:31' Nico Hischier (Jesper Bratt, Ondřej Palát) 20:53' Damon Severson (Luke Hughes, Jack Hughes) 25:33' Miles Wood (John Marino, Vítek Vaněček) 43:08' Jack Hughes (Dawson Mercer, Jonas Siegenthaler) 45:17' Ondřej Palát (Jesper Bratt, Luke Hughes) 50:47' | 1:0 2:0 3:0 4:0 4:1 5:1 5:2 6:2 7:2 7:3 7:4 8:4 | 22:00' Sebastian Aho (Seth Jarvis, Jaccob Slavin) 32:18' Jordan Martinook 47:21' Jordan Staal (Jordan Martinook) 48:11' Seth Jarvis (Jesper Fast) |  |
| 11 min | 11 min | Tresty                                          | 15 min |  |
| 34 | 34 | Střely                                          | 30 |  |

| 10. května 2023 01:00 | New Jersey Devils | 1 : 6 (1:1, 0:5, 0:0) | Carolina Hurricanes | Prudential Center, Newark Návštěvnost: 17 016 (vyprodáno) |  |

| Report                                     |                                            |                             | |  |
| Vítek Vaněček (od 33. minuty Akira Schmid) | Vítek Vaněček (od 33. minuty Akira Schmid) | Brankáři                    | Frederik Andersen |  |
| Jack Hughes (Timo Meier) 01:55'            | Jack Hughes (Timo Meier) 01:55'            | 1:0 1:1 1:2 1:3 1:4 1:5 1:6 | 17:40' Martin Nečas (Jordan Martinook, Jaccob Slavin) 27:26' Martin Nečas (Brett Pesce, Jordan Staal) 29:51' Brett Pesce (Jack Drury, Jaccob Slavin) 31:07' Jesper Fast (Jalen Chatfield) 32:46' Brent Burns (Jesperi Kotkaniemi, Jordan Martinook) 39:36' Jordan Martinook (Brent Burns) |  |
| 6 min                                      | 6 min                                      | Tresty                      | 4 min |  |
| 22                                         | 22                                         | Střely                      | 28 |  |

| 12. května 2023 01:00 | Carolina Hurricanes | 3 : 2 PP (0:1, 2:1, 0:0 — 1:0) | New Jersey Devils | PNC Arena, Raleigh Návštěvnost: 18 841 (vyprodáno) |  |

| Report | |                     | |  |
| Frederik Andersen | Frederik Andersen | Brankáři            | Akira Schmid                                                                                       |  |
| Jaccob Slavin (Jordan Martinook) 20:50' Brent Burns 39:22' Jesper Fast (Jesperi Kotkaniemi, Shayne Gostisbehere) 67:09' | Jaccob Slavin (Jordan Martinook) 20:50' Brent Burns 39:22' Jesper Fast (Jesperi Kotkaniemi, Shayne Gostisbehere) 67:09' | 0:1 1:1 1:2 2:2 3:2 | 15:06' Dawson Mercer (Timo Meier, Michael McLeod) 27:15' Timo Meier (Dougie Hamilton, Jack Hughes) |  |
| 2 min | 2 min | Tresty              | 4 min                                                                                              |  |
| 39 | 39 | Střely              | 29                                                                                                 |  |

Konečný stav série 4:1 na zápasy pro Carolina Hurricanes.

### Semifinále Západní konference
Všechny časy zápasů jsou uvedeny ve středoevropském letním čase (UTC+2).

#### Dallas Stars (C2) – Seattle Kraken (WC)
| 3. května 2023 03:30 | Dallas Stars | 4 : 5 PP (2:4, 0:0, 2:0 — 0:1) | Seattle Kraken | American Airlines Center, Dallas Návštěvnost: 18 532 (vyprodáno) |  |

| Report | |                                     | |  |
| Jake Oettinger | Jake Oettinger | Brankáři                            | Philipp Grubauer |  |
| Joe Pavelski (Mason Marchment, Max Domi) 02:25' Joe Pavelski (Thomas Harley, Miro Heiskanen) 12:18' Joe Pavelski (Jamie Benn, Max Domi) 49:50' Joe Pavelski (Jani Hakanpää, Max Domi) 53:23' | Joe Pavelski (Mason Marchment, Max Domi) 02:25' Joe Pavelski (Thomas Harley, Miro Heiskanen) 12:18' Joe Pavelski (Jamie Benn, Max Domi) 49:50' Joe Pavelski (Jani Hakanpää, Max Domi) 53:23' | 1:0 1:1 2:1 2:2 2:3 2:4 3:4 4:4 4:5 | 11:25' Jaden Schwartz (Morgan Geekie, Jordan Eberle) 14:28' Justin Schultz (Ryan Donato) 14:39' Oliver Bjorkstrand (Jamie Oleksiak, William Borgen) 15:20' Jordan Eberle (Vince Dunn, Matty Beniers) 72:17' Yanni Gourde |  |
| 6 min | 6 min | Tresty                              | 4 min |  |
| 35 | 35 | Střely                              | 44 |  |

| 5. května 2023 03:30 | Dallas Stars | 4 : 2 (0:0, 3:1, 1:1) | Seattle Kraken | American Airlines Center, Dallas Návštěvnost: 18 532 (vyprodáno) |  |

| Report | |                         |                                                                    |  |
| Jake Oettinger | Jake Oettinger | Brankáři                | Philipp Grubauer                                                   |  |
| Wyatt Johnston (Colin Miller, Max Domi) 23:43' Jevgenij Dadonov (Jamie Benn, Ryan Suter) 29:05' Joe Pavelski (Wyatt Johnston, Tyler Seguin) 36:57' Tyler Seguin (Thomas Harley, Roope Hintz) 50:59' | Wyatt Johnston (Colin Miller, Max Domi) 23:43' Jevgenij Dadonov (Jamie Benn, Ryan Suter) 29:05' Joe Pavelski (Wyatt Johnston, Tyler Seguin) 36:57' Tyler Seguin (Thomas Harley, Roope Hintz) 50:59' | 1:0 2:0 2:1 3:1 4:1 4:2 | 31:05' Tye Kartye (Vince Dunn) 56:32' Jordan Eberle (Yanni Gourde) |  |
| 6 min | 6 min | Tresty                  | 10 min                                                             |  |
| 37 | 37 | Střely                  | 27                                                                 |  |

| 8. května 2023 03:30 | Seattle Kraken | 7 : 2 (0:0, 5:1, 2:1) | Dallas Stars | Climate Pledge Arena, Seattle Návštěvnost: 17 151 (vyprodáno) |  |

| Report | |                                     |                                                                             |  |
| Philipp Grubauer | Philipp Grubauer | Brankáři                            | Jake Oettinger (od 41. minuty Scott Wedgewood)                              |  |
| Jordan Eberle (Tye Kartye, Matty Beniers) 22:10' Alexander Wennberg (Jaden Schwartz, Vince Dunn) 23:36' Carson Soucy (Ryan Donato, Justin Schultz) 26:30' Matty Beniers 28:22' Eeli Tolvanen 39:21' Yanni Gourde (Brandon Tanev) 41:49' Justin Schultz (Eeli Tolvanen, Alexander Wennberg) 57:30' | Jordan Eberle (Tye Kartye, Matty Beniers) 22:10' Alexander Wennberg (Jaden Schwartz, Vince Dunn) 23:36' Carson Soucy (Ryan Donato, Justin Schultz) 26:30' Matty Beniers 28:22' Eeli Tolvanen 39:21' Yanni Gourde (Brandon Tanev) 41:49' Justin Schultz (Eeli Tolvanen, Alexander Wennberg) 57:30' | 1:0 2:0 3:0 4:0 4:1 5:1 6:1 6:2 7:2 | 32:40' Mason Marchment (Jevgenij Dadonov) 47:00' Jani Hakanpää (Jamie Benn) |  |
| 36 min | 36 min | Tresty                              | 54 min                                                                      |  |
| 25 | 25 | Střely                              | 26                                                                          |  |

| 10. května 2023 03:30 | Seattle Kraken | 3 : 6 (0:1, 1:4, 2:1) | Dallas Stars | Climate Pledge Arena, Seattle Návštěvnost: 17 151 (vyprodáno) |  |

| Report | |                                     | |  |
| Philipp Grubauer (od 41. minuty Martin Jones) | Philipp Grubauer (od 41. minuty Martin Jones) | Brankáři                            | Jake Oettinger |  |
| Jaden Schwartz (Justin Schultz, Morgan Geekie) 31:46' Jaden Schwartz (Oliver Bjorkstrand, Vince Dunn) 43:24' Adam Larsson (Vince Dunn, Matty Beniers) 55:49' | Jaden Schwartz (Justin Schultz, Morgan Geekie) 31:46' Jaden Schwartz (Oliver Bjorkstrand, Vince Dunn) 43:24' Adam Larsson (Vince Dunn, Matty Beniers) 55:49' | 0:1 0:2 0:3 0:4 1:4 1:5 2:5 3:5 3:6 | 17:13' Jamie Benn (Roope Hintz, Miro Heiskanen) 24:46' Thomas Harley (Max Domi, Joel Kiviranta) 29:25' Max Domi (Joel Hanley, Thomas Harley) 30:50' Joe Pavelski (Jason Robertson, Jevgenij Dadonov) 39:07' Roope Hintz (Jamie Benn) 57:39' Max Domi (Jevgenij Dadonov, Esa Lindell, do prázdné branky) |  |
| 14 min | 14 min | Tresty                              | 12 min |  |
| 19 | 19 | Střely                              | 24 |  |

| 12. května 2023 03:30 | Dallas Stars | 5 : 2 (2:0, 1:2, 2:0) | Seattle Kraken | American Airlines Center, Dallas Návštěvnost: 18 532 (vyprodáno) |  |

| Report | |                             |                                                                                                   |  |
| Jake Oettinger | Jake Oettinger | Brankáři                    | Philipp Grubauer                                                                                  |  |
| Wyatt Johnston (Jamie Benn) 03:57' Roope Hintz (Thomas Harley, Jason Robertson) 05:35' Joe Pavelski (Jason Robertson, Roope Hintz) 20:35' Roope Hintz (Joe Pavelski, Jason Robertson) 51:20' Radek Faksa (do prázdné branky) 56:43' | Wyatt Johnston (Jamie Benn) 03:57' Roope Hintz (Thomas Harley, Jason Robertson) 05:35' Joe Pavelski (Jason Robertson, Roope Hintz) 20:35' Roope Hintz (Joe Pavelski, Jason Robertson) 51:20' Radek Faksa (do prázdné branky) 56:43' | 1:0 2:0 3:0 3:1 3:2 4:2 5:2 | 21:59' Adam Larsson (Jordan Eberle, Tye Kartye) 27:30' Jared McCann (Yanni Gourde, Brandon Tanev) |  |
| 4 min | 4 min | Tresty                      | 4 min                                                                                             |  |
| 20 | 20 | Střely                      | 31                                                                                                |  |

| 14. května 2023 01:00 | Seattle Kraken | 6 : 3 (2:1, 2:1, 2:1) | Dallas Stars | Climate Pledge Arena, Seattle Návštěvnost: 17 151 (vyprodáno) |  |

| Report | |                                     | |  |
| Philipp Grubauer | Philipp Grubauer | Brankáři                            | Jake Oettinger (od 25. minuty Scott Wedgewood) |  |
| Yanni Gourde (Eeli Tolvanen, Justin Schultz) 08:59' Jordan Eberle (Eeli Tolvanen, Jared McCann) 16:46' Eeli Tolvanen (Oliver Bjorkstrand, Yanni Gourde) 21:34' Tye Kartye (Matty Beniers, Vince Dunn) 24:23' Matty Beniers (Jordan Eberle, Jaden Schwartz) 48:43' Jordan Eberle (Alexander Wennberg, do prázdné branky) 59:02' | Yanni Gourde (Eeli Tolvanen, Justin Schultz) 08:59' Jordan Eberle (Eeli Tolvanen, Jared McCann) 16:46' Eeli Tolvanen (Oliver Bjorkstrand, Yanni Gourde) 21:34' Tye Kartye (Matty Beniers, Vince Dunn) 24:23' Matty Beniers (Jordan Eberle, Jaden Schwartz) 48:43' Jordan Eberle (Alexander Wennberg, do prázdné branky) 59:02' | 1:0 1:1 2:1 3:1 4:1 4:2 5:2 5:3 6:3 | 09:30' Mason Marchment (Tyler Seguin, Max Domi) 25:37' Joe Pavelski (Miro Heiskanen, Jason Robertson) 48:58' Joel Kiviranta (Thomas Harley, Radek Faksa) |  |
| 18 min | 18 min | Tresty                              | 18 min |  |
| 28 | 28 | Střely                              | 23 |  |

| 16. května 2023 02:00 | Dallas Stars | 2 : 1 (0:0, 1:0, 1:1) | Seattle Kraken | American Airlines Center, Dallas Návštěvnost: 18 756 (vyprodáno) |  |

| Report                                                                     |                                                                            |             |                                          |  |
| Jake Oettinger                                                             | Jake Oettinger                                                             | Brankáři    | Philipp Grubauer                         |  |
| Roope Hintz 35:59' Wyatt Johnston (Jevgenij Dadonov, Thomas Harley) 52:48' | Roope Hintz 35:59' Wyatt Johnston (Jevgenij Dadonov, Thomas Harley) 52:48' | 1:0 2:0 2:1 | 59:42' Oliver Bjorkstrand (Yanni Gourde) |  |
| 2 min                                                                      | 2 min                                                                      | Tresty      | 2 min                                    |  |
| 28                                                                         | 28                                                                         | Střely      | 23                                       |  |

Konečný stav série 4:3 na zápasy pro Dallas Stars.

#### Vegas Golden Knights (P1) – Edmonton Oilers (P2)
| 4. května 2023 03:30 | Vegas Golden Knights | 6 : 4 (3:2, 0:0, 3:2) | Edmonton Oilers | T-Mobile Arena, Paradise Návštěvnost: 18 243 (vyprodáno) |  |

| Report | |                                         | |  |
| Laurent Brossoit | Laurent Brossoit | Brankáři                                | Stuart Skinner |  |
| Ivan Barbašev (Nicolas Roy) 04:36' Michael Amadio (William Karlsson, Zach Whitecloud) 09:54' Mark Stone (Reilly Smith, Alex Pietrangelo) 18:23' Ivan Barbašev (Zach Whitecloud, Jack Eichel) 42:36' Chandler Stephenson (Mark Stone, Brett Howden) 43:26' Jack Eichel (do prázdné branky) 59:26' | Ivan Barbašev (Nicolas Roy) 04:36' Michael Amadio (William Karlsson, Zach Whitecloud) 09:54' Mark Stone (Reilly Smith, Alex Pietrangelo) 18:23' Ivan Barbašev (Zach Whitecloud, Jack Eichel) 42:36' Chandler Stephenson (Mark Stone, Brett Howden) 43:26' Jack Eichel (do prázdné branky) 59:26' | 0:1 1:1 2:1 3:1 3:2 3:3 4:3 5:3 5:4 6:4 | 03:56' Leon Draisaitl (Connor McDavid, Evan Bouchard) 19:49' Leon Draisaitl (Zach Hyman, Mattias Ekholm) 41:35' Leon Draisaitl (Zach Hyman, Evan Bouchard) 48:33' Leon Draisaitl (Connor McDavid, Mattias Ekholm) |  |
| 8 min | 8 min | Tresty                                  | 10 min |  |
| 33 | 33 | Střely                                  | 28 |  |

| 7. května 2023 01:00 | Vegas Golden Knights | 1 : 5 (0:4, 0:1, 1:0) | Edmonton Oilers | T-Mobile Arena, Paradise Návštěvnost: 18 504 (vyprodáno) |  |

| Report                                     |                                            |                         | |  |
| Laurent Brossoit (od 41. minuty Adin Hill) | Laurent Brossoit (od 41. minuty Adin Hill) | Brankáři                | Stuart Skinner |  |
| Ivan Barbašev (Mark Stone) 41:36'          | Ivan Barbašev (Mark Stone) 41:36'          | 0:1 0:2 0:3 0:4 0:5 1:5 | 02:21' Leon Draisaitl (Zach Hyman, Connor McDavid) 07:01' Evan Bouchard (Ryan Nugent-Hopkins, Zach Hyman) 11:11' Connor McDavid (bez asistence) 16:17' Leon Draisaitl (Kailer Yamamoto, Zach Hyman) 31:43' Connor McDavid (Ryan Nugent-Hopkins, Evan Bouchard) |  |
| 70 min                                     | 70 min                                     | Tresty                  | 54 min |  |
| 31                                         | 31                                         | Střely                  | 36 |  |

| 9. května 2023 02:30 | Edmonton Oilers | 1 : 5 (1:2, 0:3, 0:0) | Vegas Golden Knights | Rogers Place, Edmonton Návštěvnost: 18 347 (vyprodáno) |  |

| Report                                          |                                                 |                         | |  |
| Stuart Skinner (od 33. minuty Jack Campbell)    | Stuart Skinner (od 33. minuty Jack Campbell)    | Brankáři                | Laurent Brossoit (od 12. minuty Adin Hill) |  |
| Warren Foegele (Derek Ryan, Ryan McLeod) 02:45' | Warren Foegele (Derek Ryan, Ryan McLeod) 02:45' | 1:0 1:1 1:2 1:3 1:4 1:5 | 04:44' Jonathan Marchessault (Jack Eichel) 19:09' Jonathan Marchessault (Jack Eichel) 27:25' Zach Whitecloud (Reilly Smith, Nicolas Hague) 32:03' Jack Eichel (Brayden McNabb) 37:13' Chandler Stephenson (Nicolas Roy, Alec Martinez) |  |
| 10 min                                          | 10 min                                          | Tresty                  | 6 min |  |
| 29                                              | 29                                              | Střely                  | 33 |  |

| 11. května 2023 04:00 | Edmonton Oilers | 4 : 1 (3:0, 1:0, 0:1) | Vegas Golden Knights | Rogers Place, Edmonton Návštěvnost: 18 347 (vyprodáno) |  |

| Report | |                     |                                                     |  |
| Stuart Skinner | Stuart Skinner | Brankáři            | Adin Hill                                           |  |
| Nick Bjugstad (Klim Kostin) 06:46' Evan Bouchard (Connor McDavid, Ryan Nugent-Hopkins) 07:38' Mattias Ekholm (Leon Draisaitl, Kailer Yamamoto) 13:30' Ryan Nugent-Hopkins (Connor McDavid, Darnell Nurse) 34:45' | Nick Bjugstad (Klim Kostin) 06:46' Evan Bouchard (Connor McDavid, Ryan Nugent-Hopkins) 07:38' Mattias Ekholm (Leon Draisaitl, Kailer Yamamoto) 13:30' Ryan Nugent-Hopkins (Connor McDavid, Darnell Nurse) 34:45' | 1:0 2:0 3:0 4:0 4:1 | 45:58' Nicolas Roy (William Carrier, Shea Theodore) |  |
| 47 min | 47 min | Tresty              | 64 min                                              |  |
| 33 | 33 | Střely              | 26                                                  |  |

| 13. května 2023 04:00 | Vegas Golden Knights | 4 : 3 (1:2, 3:0, 0:1) | Edmonton Oilers | T-Mobile Arena, Paradise Návštěvnost: 18 519 (vyprodáno) |  |

| Report | |                             | |  |
| Adin Hill | Adin Hill | Brankáři                    | Stuart Skinner (od 36. minuty Jack Campbell) |  |
| Jack Eichel (Alec Martinez, Jonathan Marchessault) 03:52' Mark Stone (Jack Eichel, Jonathan Marchessault) 34:05' Reilly Smith (Ivan Barbašev, William Karlsson) 34:34' Nicolas Hague (Jack Eichel, Jonathan Marchessault) 35:34' | Jack Eichel (Alec Martinez, Jonathan Marchessault) 03:52' Mark Stone (Jack Eichel, Jonathan Marchessault) 34:05' Reilly Smith (Ivan Barbašev, William Karlsson) 34:34' Nicolas Hague (Jack Eichel, Jonathan Marchessault) 35:34' | 0:1 1:1 1:2 2:2 3:2 4:2 4:3 | 03:02' Connor McDavid (Ryan Nugent-Hopkins, Zach Hyman) 09:56' Zach Hyman (Ryan Nugent-Hopkins, Evan Bouchard) 42:40' Connor McDavid (Evan Bouchard) |  |
| 21 min | 21 min | Tresty                      | 14 min |  |
| 31 | 31 | Střely                      | 34 |  |

| 15. května 2023 04:00 | Edmonton Oilers | 2 : 5 (2:1, 0:3, 0:1) | Vegas Golden Knights | Rogers Place, Edmonton Návštěvnost: 18 347 (vyprodáno) |  |

| Report                                                                                            |                                                                                                   |                             | |  |
| Stuart Skinner (od 41. minuty Jack Campbell)                                                      | Stuart Skinner (od 41. minuty Jack Campbell)                                                      | Brankáři                    | Adin Hill |  |
| Connor McDavid (Brett Kulak, Evander Kane) 00:55' Warren Foegele (Derek Ryan, Ryan McLeod) 02:43' | Connor McDavid (Brett Kulak, Evander Kane) 00:55' Warren Foegele (Derek Ryan, Ryan McLeod) 02:43' | 0:1 1:1 2:1 2:2 2:3 2:4 2:5 | 00:24' Reilly Smith 24:26' Jonathan Marchessault (Ivan Barbašev, Shea Theodore) 27:44' Jonathan Marchessault (Alec Martinez, Ivan Barbašev) 38:36' Jonathan Marchessault (Alex Pietrangelo, Jack Eichel) 59:21' William Karlsson (Nicolas Roy, do prázdné branky) |  |
| 4 min                                                                                             | 4 min                                                                                             | Tresty                      | 4 min |  |
| 41                                                                                                | 41                                                                                                | Střely                      | 21 |  |

Konečný stav série 4:2 na zápasy pro Vegas Golden Knights.

### Finále Východní konference
Všechny časy zápasů jsou uvedeny ve středoevropském letním čase (UTC+2).

#### Carolina Hurricanes (M1) – Florida Panthers (WC)
| 19. května 2023 02:00 | Carolina Hurricanes | 2 : 3 PP4 (1:0, 0:2, 1:0 — 0:0, 0:0, 0:0, 0:1) | Florida Panthers | PNC Arena, Raleigh Návštěvnost: 18 680 (vyprodáno) |  |

| Report                                                                                           |                                                                                                  |                     | |  |
| Frederik Andersen                                                                                | Frederik Andersen                                                                                | Brankáři            | Sergej Bobrovskij |  |
| Seth Jarvis (Sebastian Aho, Brent Burns) 19:48' Stefan Noesen (Seth Jarvis, Martin Nečas) 43:47' | Seth Jarvis (Sebastian Aho, Brent Burns) 19:48' Stefan Noesen (Seth Jarvis, Martin Nečas) 43:47' | 1:0 1:1 1:2 2:2 2:3 | 35:28' Aleksander Barkov (Anthony Duclair, Carter Verhaeghe) 37:43' Carter Verhaeghe (Anthony Duclair, Aleksander Barkov) 139:04' Matthew Tkachuk (Sam Bennett) |  |
| 6 min                                                                                            | 6 min                                                                                            | Tresty              | 12 min |  |
| 65                                                                                               | 65                                                                                               | Střely              | 60 |  |

| 21. května 2023 02:00 | Carolina Hurricanes | 1 : 2 PP (1:0, 0:1, 0:0 — 0:1) | Florida Panthers | PNC Arena, Raleigh Návštěvnost: 18 854 (vyprodáno) |  |

| Report                                                |                                                       |             |                                                                                           |  |
| Antti Raanta                                          | Antti Raanta                                          | Brankáři    | Sergej Bobrovskij                                                                         |  |
| Jalen Chatfield (Sebastian Aho, Stefan Noesen) 01:43' | Jalen Chatfield (Sebastian Aho, Stefan Noesen) 01:43' | 1:0 1:1 1:2 | 27:43' Aleksander Barkov (Josh Mahura) 61:51' Matthew Tkachuk (Sam Reinhart, Sam Bennett) |  |
| 8 min                                                 | 8 min                                                 | Tresty      | 8 min                                                                                     |  |
| 38                                                    | 38                                                    | Střely      | 26                                                                                        |  |

| 23. května 2023 02:00 | Florida Panthers | 1 : 0 (0:0, 1:0, 0:0) | Carolina Hurricanes | FLA Live Arena, Sunrise Návštěvnost: 19 873 (vyprodáno) |  |

| Report                                             |                                                    |          |                   |  |
| Sergej Bobrovskij                                  | Sergej Bobrovskij                                  | Brankáři | Frederik Andersen |  |
| Sam Reinhart (Matthew Tkachuk, Sam Bennett) 30:05' | Sam Reinhart (Matthew Tkachuk, Sam Bennett) 30:05' | 1:0      |                   |  |
| 6 min                                              | 6 min                                              | Tresty   | 10 min            |  |
| 17                                                 | 17                                                 | Střely   | 32                |  |

| 25. května 2023 02:00 | Florida Panthers | 4 : 3 (2:1, 1:1, 1:1) | Carolina Hurricanes | FLA Live Arena, Sunrise Návštěvnost: 20 065 (vyprodáno) |  |

| Report | |                             | |  |
| Sergej Bobrovskij | Sergej Bobrovskij | Brankáři                    | Frederik Andersen |  |
| Anthony Duclair (Aleksander Barkov, Carter Verhaeghe) 00:41' Matthew Tkachuk (Aaron Ekblad, Gustav Forsling) 10:23' Ryal Lomberg (Colin White, Eric Staal) 29:49' Matthew Tkachuk (Aleksander Barkov, Sam Reinhart) 59:55' | Anthony Duclair (Aleksander Barkov, Carter Verhaeghe) 00:41' Matthew Tkachuk (Aaron Ekblad, Gustav Forsling) 10:23' Ryal Lomberg (Colin White, Eric Staal) 29:49' Matthew Tkachuk (Aleksander Barkov, Sam Reinhart) 59:55' | 1:0 2:0 2:1 2:2 3:2 3:3 4:3 | 13:03' Paul Stastny (Brady Skjei, Jordan Martinook) 22:51' Teuvo Teräväinen (Brady Skjei, Jesperi Kotkaniemi) 56:38' Jesper Fast (Jordan Martinook, Jalen Chatfield) |  |
| 10 min | 10 min | Tresty                      | 10 min |  |
| 25 | 25 | Střely                      | 39 |  |

Konečný stav série 4:0 na zápasy pro Florida Panthers.

### Finále Západní konference
Všechny časy zápasů jsou uvedeny ve středoevropském letním čase (UTC+2).

#### Vegas Golden Knights (P1) – Dallas Stars (C2)
| 20. května 2023 02:30 | Vegas Golden Knights | 4 : 3 PP (0:1, 1:0, 2:2 — 1:0) | Dallas Stars | T-Mobile Arena, Paradise Návštěvnost: 18 271 (vyprodáno) |  |

| Report | |                             | |  |
| Adin Hill | Adin Hill | Brankáři                    | Jake Oettinger |  |
| William Karlsson (Zach Whitecloud, Nicolas Roy) 29:17' William Karlsson (Alec Martinez, Alex Pietrangelo) 41:19' Teodors Blugers (Keegan Kolesar, Zach Whitecloud) 49:20' Brett Howden (Mark Stone, Chandler Stephenson) 61:35' | William Karlsson (Zach Whitecloud, Nicolas Roy) 29:17' William Karlsson (Alec Martinez, Alex Pietrangelo) 41:19' Teodors Blugers (Keegan Kolesar, Zach Whitecloud) 49:20' Brett Howden (Mark Stone, Chandler Stephenson) 61:35' | 0:1 1:1 2:1 2:2 3:2 3:3 4:3 | 18:44' Jason Robertson (Roope Hintz) 44:01' Roope Hintz (Joe Pavelski, Jason Robertson) 58:01' Jamie Benn (Joe Pavelski, Roope Hintz) |  |
| 4 min | 4 min | Tresty                      | 2 min |  |
| 37 | 37 | Střely                      | 36 |  |

| 21. května 2023 21:00 | Vegas Golden Knights | 3 : 2 PP (1:1, 0:1, 1:0 — 1:0) | Dallas Stars | T-Mobile Arena, Paradise Návštěvnost: 18 358 (vyprodáno) |  |

| Report | |                     | |  |
| Adin Hill | Adin Hill | Brankáři            | Jake Oettinger                                                                                            |  |
| Mark Stone (Chandler Stephenson, Jonathan Marchessault) 10:08' Jonathan Marchessault (Jack Eichel, Ivan Barbašev) 57:38' Chandler Stephenson (Shea Theodore, Mark Stone) 61:12' | Mark Stone (Chandler Stephenson, Jonathan Marchessault) 10:08' Jonathan Marchessault (Jack Eichel, Ivan Barbašev) 57:38' Chandler Stephenson (Shea Theodore, Mark Stone) 61:12' | 0:1 1:1 1:2 2:2 3:2 | 02:47' Miro Heiskanen (Luke Glendening, Ryan Suter) 29:21' Jason Robertson (Jevgenij Dadonov, Ryan Suter) |  |
| 6 min | 6 min | Tresty              | 4 min |  |
| 24 | 24 | Střely              | 28 |  |

| 24. května 2023 02:00 | Dallas Stars | 0 : 4 (0:3, 0:1, 0:0) | Vegas Golden Knights | American Airlines Center, Dallas Návštěvnost: 18 532 (vyprodáno) |  |

| Report                                        |                                               |                 | |  |
| Jake Oettinger (od 8. minuty Scott Wedgewood) | Jake Oettinger (od 8. minuty Scott Wedgewood) | Brankáři        | Adin Hill |  |
|                                               |                                               | 0:1 0:2 0:3 0:4 | 01:11' Jonathan Marchessault (Jack Eichel, Ivan Barbašev) 05:57' Ivan Barbašev (Nicolas Roy) 07:10' William Carrier (Teodors Blugers, Keegan Kolesar) 28:28' Alex Pietrangelo (Ivan Barbašev, Nicolas Roy) |  |
| 35 min                                        | 35 min                                        | Tresty          | 6 min |  |
| 34                                            | 34                                            | Střely          | 16 |  |

| 26. května 2023 02:00 | Dallas Stars | 3 : 2 PP (1:1, 1:1, 0:0 — 1:0) | Vegas Golden Knights | American Airlines Center, Dallas Návštěvnost: 18 532 (vyprodáno) |  |

| Report | |                     | |  |
| Jake Oettinger | Jake Oettinger | Brankáři            | Adin Hill |  |
| Jason Robertson (Miro Heiskanen, Roope Hintz) 15:42' Jason Robertson (Esa Lindell, Max Domi) 37:21' Joe Pavelski (Miro Heiskanen, Roope Hintz) 63:18' | Jason Robertson (Miro Heiskanen, Roope Hintz) 15:42' Jason Robertson (Esa Lindell, Max Domi) 37:21' Joe Pavelski (Miro Heiskanen, Roope Hintz) 63:18' | 0:1 1:1 1:2 2:2 3:2 | 04:17' William Karlsson (Reilly Smith, Nicolas Roy) 30:23' Jonathan Marchessault (Brayden McNabb, Jack Eichel) |  |
| 2 min | 2 min | Tresty              | 4 min |  |
| 42 | 42 | Střely              | 39 |  |

| 28. května 2023 02:00 | Vegas Golden Knights | 2 : 4 (1:1, 1:1, 0:2) | Dallas Stars | T-Mobile Arena, Paradise Návštěvnost: 18 546 (vyprodáno) |  |

| Report | |                         | |  |
| Adin Hill | Adin Hill | Brankáři                | Jake Oettinger |  |
| Ivan Barbašev (Jack Eichel, Jonathan Marchessault) 13:36' Chandler Stephenson (Shea Theodore, Jonathan Marchessault) 23:20' | Ivan Barbašev (Jack Eichel, Jonathan Marchessault) 13:36' Chandler Stephenson (Shea Theodore, Jonathan Marchessault) 23:20' | 1:0 1:1 2:1 2:2 2:3 2:4 | 15:24' Luke Glendening (Thomas Harley) 25:29' Jason Robertson (Ryan Suter, Joe Pavelski) 50:35' Ty Dellandrea (Joel Kiviranta, Thomas Harley) 52:02' Ty Dellandrea (Max Domi) |  |
| 0 min | 0 min | Tresty                  | 2 min |  |
| 29 | 29 | Střely                  | 34 |  |

| 30. května 2023 02:00 | Dallas Stars | 0 : 6 (0:3, 0:1, 0:2) | Vegas Golden Knights | American Airlines Center, Dallas Návštěvnost: 18 532 (vyprodáno) |  |

| Report         |                |                         | |  |
| Jake Oettinger | Jake Oettinger | Brankáři                | Adin Hill |  |
|                |                | 0:1 0:2 0:3 0:4 0:5 0:6 | 03:41' William Carrier (Keegan Kolesar) 10:25' William Karlsson (Nicolas Roy, Reilly Smith) 14:00' Keegan Kolesar (William Carrier, Alec Martinez) 30:25' Jonathan Marchessault (Ivan Barbašev, Nicolas Hague) 42:06' William Karlsson (Michael Amadio) 52:25' Michael Amadio (William Karlsson, Reilly Smith) |  |
| 6 min          | 6 min          | Tresty                  | 4 min |  |
| 23             | 23             | Střely                  | 29 |  |

Konečný stav série 4:2 na zápasy pro Vegas Golden Knights.

### Finále Stanley Cupu

#### Vegas Golden Knights (P1) – Florida Panthers (WC)
| 4. června 2023 01:00 | Vegas Golden Knights | 5 : 2 (1:1, 1:1, 3:0) | Florida Panthers | T-Mobile Arena, Paradise Návštěvnost: 18 432 (vyprodáno) |  |

| Report | |                             |                                                          |  |
| Adin Hill | Adin Hill | Brankáři                    | Sergej Bobrovskij                                        |  |
| Jonathan Marchessault (Chandler Stephenson, Shea Theodore) 17:18' Shea Theodore (Brayden McNabb, Brett Howden) 30:54' Zach Whitecloud (Ivan Barbašev, Jack Eichel) 46:59' Mark Stone 53:41' Reilly Smith (Jack Eichel, do prázdné branky) 58:15' | Jonathan Marchessault (Chandler Stephenson, Shea Theodore) 17:18' Shea Theodore (Brayden McNabb, Brett Howden) 30:54' Zach Whitecloud (Ivan Barbašev, Jack Eichel) 46:59' Mark Stone 53:41' Reilly Smith (Jack Eichel, do prázdné branky) 58:15' | 0:1 1:1 2:1 2:2 3:2 4:2 5:2 | 09:40' Eric Staal (Anton Lundell) 39:49' Anthony Duclair |  |
| 18 min | 18 min | Tresty                      | 46 min                                                   |  |
| 33 | 33 | Střely                      | 34                                                       |  |

| 6. června 2023 01:00 | Vegas Golden Knights | 7 : 2 (2:0, 2:0, 3:2) | Florida Panthers | T-Mobile Arena, Paradise Návštěvnost: 18 561 (vyprodáno) |  |

| Report | |                                     |                                                                                          |  |
| Adin Hill | Adin Hill | Brankáři                            | Sergej Bobrovskij (od 28. minuty Alex Lyon)                                              |  |
| Jonathan Marchessault (Chandler Stephenson, Jack Eichel) 07:05' Alec Martinez (Ivan Barbašev, Jonathan Marchessault) 17:59' Nicolas Roy (William Carrier, Zach Whitecloud) 22:59' Brett Howden (Mark Stone, Chandler Stephenson) 27:10' Jonathan Marchessault (Jack Eichel) 42:10' Michael Amadio (William Karlsson) 50:33' Brett Howden (Michael Amadio, William Carrier) 57:52' | Jonathan Marchessault (Chandler Stephenson, Jack Eichel) 07:05' Alec Martinez (Ivan Barbašev, Jonathan Marchessault) 17:59' Nicolas Roy (William Carrier, Zach Whitecloud) 22:59' Brett Howden (Mark Stone, Chandler Stephenson) 27:10' Jonathan Marchessault (Jack Eichel) 42:10' Michael Amadio (William Karlsson) 50:33' Brett Howden (Michael Amadio, William Carrier) 57:52' | 1:0 2:0 3:0 4:0 4:1 5:1 6:1 6:2 7:2 | 40:14' Anton Lundell (Anthony Duclair) 52:44' Matthew Tkachuk (Sam Bennett, Josh Mahura) |  |
| 64 min | 64 min | Tresty                              | 84 min                                                                                   |  |
| 28 | 28 | Střely                              | 31                                                                                       |  |

| 9. června 2023 02:00 | Florida Panthers | 3 : 2 PP (1:1, 0:1, 1:0 — 1:0) | Vegas Golden Knights | FLA Live Arena, Sunrise Návštěvnost: 19 735 (vyprodáno) |  |

| Report | |                     | |  |
| Sergej Bobrovskij | Sergej Bobrovskij | Brankáři            | Adin Hill |  |
| Brandon Montour (Matthew Tkachuk, Eric Staal) 04:08' Matthew Tkachuk (Carter Verhaeghe, Aaron Ekblad) 57:47' Carter Verhaeghe (Sam Bennett, Gustav Forsling) 64:27' | Brandon Montour (Matthew Tkachuk, Eric Staal) 04:08' Matthew Tkachuk (Carter Verhaeghe, Aaron Ekblad) 57:47' Carter Verhaeghe (Sam Bennett, Gustav Forsling) 64:27' | 1:0 1:1 1:2 2:2 3:2 | 16:03' Mark Stone (Jonathan Marchessault, Shea Theodore) 34:59' Jonathan Marchessault (Jack Eichel, Mark Stone) |  |
| 16 min | 16 min | Tresty              | 14 min |  |
| 23 | 23 | Střely              | 27 |  |

| 11. června 2023 02:00 | Florida Panthers | 2 : 3 (0:1, 1:2, 1:0) | Vegas Golden Knights | FLA Live Arena, Sunrise Návštěvnost: 19 986 (vyprodáno) |  |

| Report                                                                                               | |                     | |  |
| Sergej Bobrovskij                                                                                    | Sergej Bobrovskij                                                                                    | Brankáři            | Adin Hill |  |
| Brandon Montour (Aleksander Barkov) 36:09' Aleksander Barkov (Brandon Montour, Anton Lundell) 43:50' | Brandon Montour (Aleksander Barkov) 36:09' Aleksander Barkov (Brandon Montour, Anton Lundell) 43:50' | 0:1 0:2 0:3 1:3 2:3 | 01:39' Chandler Stephenson (Zach Whitecloud, Mark Stone) 27:28' Chandler Stephenson (Mark Stone, Nicolas Hague) 31:04' William Karlsson (Nicolas Hague, Jonathan Marchesssault) |  |
| 2 min                                                                                                | 2 min                                                                                                | Tresty              | 2 min |  |
| 31                                                                                                   | 31                                                                                                   | Střely              | 31 |  |

| 14. června 2023 02:00 | Vegas Golden Knights | 9 : 3 (2:0, 4:1, 3:2) | Florida Panthers | T-Mobile Arena, Paradise Návštěvnost: 19 058 (vyprodáno) |  |

| Report | |                                                 | |  |
| Adin Hill | Adin Hill | Brankáři                                        | Sergej Bobrovskij |  |
| Mark Stone 11:52' Nicolas Hague (Jack Eichel, Jonathan Marchessault) 13:41' Alec Martinez (Jack Eichel, Alex Pietrangelo) 30:28' Reilly Smith (William Karlsson, Shea Theodore) 32:13' Mark Stone (Brett Howden, Chandler Stephenson) 37:15' Michael Amadio (Reilly Smith) 39:58' Ivan Barbašev (Jack Eichel, Shea Theodore) 48:22' Mark Stone (do prázdné branky) 54:06' Nicolas Roy (Shea Theodore, Brayden McNabb) 58:58' | Mark Stone 11:52' Nicolas Hague (Jack Eichel, Jonathan Marchessault) 13:41' Alec Martinez (Jack Eichel, Alex Pietrangelo) 30:28' Reilly Smith (William Karlsson, Shea Theodore) 32:13' Mark Stone (Brett Howden, Chandler Stephenson) 37:15' Michael Amadio (Reilly Smith) 39:58' Ivan Barbašev (Jack Eichel, Shea Theodore) 48:22' Mark Stone (do prázdné branky) 54:06' Nicolas Roy (Shea Theodore, Brayden McNabb) 58:58' | 1:0 2:0 2:1 3:1 4:1 5:1 6:1 7:1 7:2 7:3 8:3 9:3 | 22:15' Aaron Ekblad (Nick Cousins) 48:47' Sam Reinhart (Sam Bennett, Brandon Montour) 51:39' Sam Bennett (Gustav Forsling, Sam Reinhart) |  |
| 2 min | 2 min | Tresty                                          | 2 min |  |
| 30 | 30 | Střely                                          | 34 |  |

Konečný stav série 4:1 na zápasy pro Vegas Golden Knights.

## Hráčské statistiky play-off

### Kanadské bodování
Toto je konečné pořadí hráčů podle dosažených bodů. Za jeden vstřelený gól nebo přihrávku na gól hráč získal jeden bod.
| Poř. | Hráč                  | Tým                  | Z  | G  | A  | B  | TM | +/- |
| ---- | --------------------- | -------------------- | -- | -- | -- | -- | -- | --- |
| 1.   | Jack Eichel           | Vegas Golden Knights | 22 | 6  | 20 | 26 | 14 | +14 |
| 2.   | Jonathan Marchessault | Vegas Golden Knights | 22 | 13 | 12 | 25 | 14 | +17 |
| 3.   | Matthew Tkachuk       | Florida Panthers     | 20 | 11 | 13 | 24 | 74 | +12 |
| 3.   | Mark Stone            | Vegas Golden Knights | 22 | 11 | 13 | 24 | 8  | +5  |
| 5.   | Roope Hintz           | Dallas Stars         | 19 | 10 | 14 | 24 | 8  | +4  |
| 6.   | Chandler Stephenson   | Vegas Golden Knights | 22 | 10 | 10 | 20 | 30 | +3  |
| 7.   | Connor McDavid        | Edmonton Oilers      | 12 | 8  | 12 | 20 | 0  | -1  |
| 8.   | Leon Draisaitl        | Edmonton Oilers      | 12 | 13 | 5  | 18 | 10 | -1  |
| 9.   | Jason Robertson       | Dallas Stars         | 19 | 7  | 11 | 18 | 2  | 0   |
| 10.  | Ivan Barbašev         | Vegas Golden Knights | 22 | 7  | 11 | 18 | 18 | +14 |

### Hodnocení brankářů
Toto je konečné pořadí nejlepších pěti brankářů seřazených podle průměru obdržených branek na zápas. Odchytaných minimálně 420 minut.
| Poř. | Hráč              | Tým                  | Z. | MIN     | OG | PZ  | PS  | POG  | Úsp% |
| ---- | ----------------- | -------------------- | -- | ------- | -- | --- | --- | ---- | ---- |
| 1.   | Frederik Andersen | Carolina Hurricanes  | 9  | 590:18  | 18 | 227 | 245 | 1.83 | 92.7 |
| 2.   | Igor Šesťorkin    | New York Rangers     | 7  | 427:38  | 14 | 189 | 203 | 1.96 | 93.1 |
| 3.   | Adin Hill         | Vegas Golden Knights | 16 | 913:20  | 33 | 455 | 488 | 2.17 | 93.2 |
| 4.   | Akira Schmid      | New Jersey Devils    | 9  | 459:46  | 18 | 211 | 229 | 2.35 | 92.1 |
| 5.   | Sergej Bobrovskij | Florida Panthers     | 19 | 1164:21 | 54 | 585 | 639 | 2.78 | 91.5 |

## Zápasy pod širým nebem

### Boston Bruins — Pittsburgh Penguins
| 2. ledna 2023 20:30 | Boston Bruins | 2 : 1 (0:0, 0:1, 2:0) | Pittsburgh Penguins | Fenway Park, Boston Návštěvnost: 39 243 |  |

| Zpráva                                                                                             | |             |                                                     |                                                                        |
| Linus Ullmark                                                                                      | Linus Ullmark                                                                                      | Brankáři    | Tristan Jarry (od 16. minuty) Casey DeSmith         | Rozhodčí: Jon McIsaac Chris Rooney Čároví: Michel Cormier Jonny Murray |
| Jake DeBrusk (Brad Marchand, Matt Grzelcyk) 47:46' Jake DeBrusk (Taylor Hall, David Krejčí) 57:36' | Jake DeBrusk (Brad Marchand, Matt Grzelcyk) 47:46' Jake DeBrusk (Taylor Hall, David Krejčí) 57:36' | 0:1 1:1 2:1 | 28:40' Kasperi Kapanen (Danton Heinen, Jeff Carter) | Rozhodčí: Jon McIsaac Chris Rooney Čároví: Michel Cormier Jonny Murray |
| 6 min                                                                                              | 6 min                                                                                              | Tresty      | 6 min                                               | Rozhodčí: Jon McIsaac Chris Rooney Čároví: Michel Cormier Jonny Murray |
| 27                                                                                                 | 27                                                                                                 | Střely      | 29                                                  | Rozhodčí: Jon McIsaac Chris Rooney Čároví: Michel Cormier Jonny Murray |

### Carolina Hurricanes — Washington Capitals
| 18. února 2023 02:00 | Carolina Hurricanes | 4 : 1 (1:0, 3:0, 0:1) | Washington Capitals | Carter–Finley Stadium, Raleigh Návštěvnost: 56 961 |  |

| Zpráva | |                     |                                  |                                                                                |
| Frederik Andersen | Frederik Andersen | Brankáři            | Darcy Kuemper                    | Rozhodčí: Justin St. Pierre Frederick L'Ecuyer Čároví: James Tobias Ryan Daisy |
| Jesperi Kotkaniemi (Teuvo Teravainen, Martin Nečas) 02:11' Paul Stastny (Jalen Chatfield, Jordan Martinook) 24:47' Martin Nečas (Brent Burns, Jesperi Kotkaniemi) 28:48' Teuvo Teravainen (Martin Nečas, Frederik Andersen) 31:17' | Jesperi Kotkaniemi (Teuvo Teravainen, Martin Nečas) 02:11' Paul Stastny (Jalen Chatfield, Jordan Martinook) 24:47' Martin Nečas (Brent Burns, Jesperi Kotkaniemi) 28:48' Teuvo Teravainen (Martin Nečas, Frederik Andersen) 31:17' | 1:0 2:0 3:0 4:0 4:1 | 50:32' Tom Wilson (Sonny Milano) | Rozhodčí: Justin St. Pierre Frederick L'Ecuyer Čároví: James Tobias Ryan Daisy |
| 4 min | 4 min | Tresty              | 8 min                            | Rozhodčí: Justin St. Pierre Frederick L'Ecuyer Čároví: James Tobias Ryan Daisy |
| 35 | 35 | Střely              | 25                               | Rozhodčí: Justin St. Pierre Frederick L'Ecuyer Čároví: James Tobias Ryan Daisy |

## Milníky

### První zápasy
Následující tabulka obsahuje významné hráče, kteří odehráli v průběhu sezony 2022/23 svůj první zápas v NHL.
| Hráč             | Tým                | Poznámka             |
| ---------------- | ------------------ | -------------------- |
| Juraj Slafkovský | Montreal Canadiens | Jednička draftu 2022 |

### Poslední zápasy
Následující tabulka obsahuje významné hráče, kteří odehráli v průběhu sezony 2022/23 svůj poslední zápas v NHL.
| Hráč           | Tým            | Poznámka                             |
| -------------- | -------------- | ------------------------------------ |
| Craig Anderson | Buffalo Sabres | vítěz Bill Masterton Memorial Trophy |

### Dosažené důležité milníky
- 21. října 2022 odehrál Alex Goligoski, obránce týmu Minnesota Wild svůj 1000. zápas v NHL. Stal se tak 371. hráčem, který tohoto milníku dosáhl.[22]
- 23. října 2022 se generální manažer Nashvillu Pradators, David Poile stal prvním generálním manažerem v historii NHL, který ve své funkci zažil 3 000 zápasů v základní části.[23]
- 26. října 2022, útočník Vegas Golden Knights, Phil Kessel odehrál 990. zápas v NHL bez absence. Překonal tak dosavadní rekord obránce Keithe Yandla.[24]
- 29. října 2022, útočník New Yorku Islanders, Josh Bailey odehrál 1000. zápas v NHL. Stal se tak 372. hráčem, která tohoto milníku dosáhl.[25]
- 6. listopadu 2022, útočník Washingtonu Capitals, Alexandr Ovečkin vstřelil svůj 787. gól v dresu Capitals. Překonal tak rekord Gordieho Howa v počtu vstřelených gólů v jedné organizaci.[26]
- 18. listopadu 2022, útočník Vegas Golden Knights, Phil Kessel jako první v historii NHL odehrál 1 000 utkání v řadě.[27]
- 21. listopadu 2022, útočník Pittsburghu Penguins, Jevgenij Malkin odehrál svůj 1000 zápas v NHL. Stal se tak 373. hráčem, který tohoto milníku dosáhl.[28]
- 22. listopadu 2022, útočník Bostonu Bruins, Patrice Bergeron zapsal svůj 1 000. bod v NHL, stal se tak 94. hráčem, který tohoto milníku dosáhl.[29]
- 22. listopadu 2022, útočník New Yorku Islanders, Cal Clutterbuck zapsal svůj 3 633. hit, stal se tak vůbec nejlepším hráčem v této dovednosti, odkdy se hity zapisují do statistik. Překonal tak Dustina Browna.[30]
- 22. listopadu 2022, obránce Colorada Avalanche, Cale Makar zapsal svůj 200. bod ve 195. zápase v NHL. Stal se tak nejrychlejším obráncem v historii, který dosáhl 200. bodu tak rychle. Překonal tak rekord Sergeje Zubova. Navíc se Makar stal vůbec prvním obráncem v historii, kterému se to povedlo za méně než 200 zápasů.[31]
- 22. listopadu 2022, generální manažer Nashvillu Predators, David Poile se stal prvním manažerem v historii NHL, který zvítězil v 1 500. zápasech v základní části soutěže.[32]
- 30. listopadu 2022, útočník Washingtonu Capitals, Alexandr Ovečkin vstřelil svůj 403. gól na venkovních zápasech, stanovil tak nový rekord a překonal dosavadního držitele Wayna Gretzkyho.[33]
- 30. listopadu 2022, brankář Seattlu Kraken, Martin Jones obdržel osm gólů při výhře 9:8 v prodloužení nad Los Angeles Kings. Stal se tak prvním brankářem, který při výhře obdržel osm nebo více gólů od roku 1991, kde stejného milníku dosáhl Mike Vernon.[34]
- 2. prosince 2022, útočník Tampy Bay Lightning, Steven Stamkos zapsal svůj 1000. bod v kariéře, stal se tak 95. hráčem, který tohoto milníku dosáhl.[35]
- 8. prosince 2022, útočník Buffala Sabres, Tage Thompson skóroval pětkrát v zápase. Stal se 48. hráčem v historii NHL, kterému se to podařilo. Thompson se také stal čtvrtým hráčem v historii ligy, který vstřelil čtyři góly v první třetině v jednom zápase.[36]
- 11. prosince 2022, útočník Detroitu Red Wings, David Perron odehrál svůj 1000. zápas v NHL. Stal se tak 374. hráčem, který tohoto milníku dosáhl.[37]
- 14. prosince 2022, útočník Washingtonu Capitals, Alexandr Ovečkin vstřelil svůj 136. úvodní gól zápasu, čímž stanovil nový rekord a překonal dosavadní rekord Jaromíra Jágra.[38]
- 14. prosince 2022, útočník Washingtonu Capitals, Alexandr Ovečkin vstřelil svůj 800. gól v kariéře, stal se tak 3. hráčem v historii NHL.[39]
- 23. prosince 2022, útočník Washingtonu Capitals, Alexandr Ovečkin vystřelil svoji 6 210. střelu na bránu soupeře. Vytvořil tím nový rekord této statistiky, který před ním držel Ray Bourque.[40]
- 24. prosince 2022, útočník Washingtonu Capitals, Alexandr Ovečkin vstřelil svůj 801. a 802. gól, čímž překonal Gordieho Howea na druhém místě v počtu vstřelených branek v NHL.[41]
- 30. prosince 2022, útočník Winnipegu Jets, Sam Gagner odehrál svůj 1000. zápas v NHL. Stal se tak 375. hráčem, který tohoto milníku dosáhl.[42]
- 1. ledna 2023, obránce Los Angeles Kings, Alexander Edler odehrál svůj 1000. zápas v NHL. Stal se tak 376. hráčem, který tohoto milníku dosáhl.[43]
- 15. ledna 2023, útočník Washingtonu Capitals, Alexandr Ovečkin zaznamenal svou 17. třicetigólovou sezónu, čímž vyrovnal rekord Mikea Gartnera vpočtu třicetigólových sezón.[44]
- 16. ledna 2023, útočník Boston Bruins, David Krejčí odehrál svůj 1000. zápas v NHL. Stal se tak 377. hráčem, který tohoto milníku dosáhl.[45]
- 19. ledna 2023, útočník Tampa Bay Lightning, Steven Stamkos vstřelil svůj 500. gól v NHL, stal se tak 47. hráčem, který tohoto milníku dosáhl.[46]
- 30. ledna 2023, útočník Toronto Maple Leafs, John Tavares odehrál svůj 1000. zápas v NHL. Stal se tak 378. hráčem, který tohoto milníku dosáhl.[47]
- 7. února 2023, útočník Dallas Stars, Jamie Benn odehrál svůj 1000. zápas v NHL. Stal se tak 379. hráčem, který tohoto milníku dosáhl.[48]
- 26. února 2023, brankář Boston Bruins, Linus Ullmark se stal 13. brankářem v historii NHL, který vstřelil gól v zápase NHL.[49]
- 27. února 2023, obránce Toronto Maple Leafs, Mark Giordano zablokoval svoji 2 045. střelu, čímž se stal historickým lídrem v počtu zblokovaných střel od doby, kdy se tato statistika začala sledovat, a překonal dosavadní rekord Krise Russella.[50]
- 2. března 2023, útočník Edmontonu Oilers, Connor McDavid vstřelil proti Torontu Maple Leafs dva góly a stal se tak pátým hráčem v historii NHL, který zaznamenal více gólů v pěti po sobě jdoucích zápasech.[51]
- 3. března 2023, útočník Ottawy Senators, Derick Brassard odehrál svůj 1000. zápas v NHL. Stal se tak 380. hráčem, který tohoto milníku dosáhl.[52]
- 3. března 2023, Boston Bruins zaznamenali v 61. zápase sezóny 100. bod, čímž se stali nejrychlejším týmem v historii NHL, který dosáhl 100 bodů a překonali dosavadní rekord Montrealu Canadiens ze sezóny 1976/1977.[53]
- 11. března 2023 zaznamenali Boston Bruins v 64. zápase sezóny 50. vítězství, čímž se stali nejrychlejším týmem s 50 výhrami v historii NHL a překonali rekord, který předtím drželi Detroit Red Wings a Tampa Bay Lightning ze sezón 1995/96 a 2018/19.[54]
- 15. března 2023, útočník Edmontonu Oilers, Connor McDavid zaznamenal svůj 129. bod v sezóně, čímž vytvořil nový rekord v počtu bodů za jednu sezónu v 21. století a překonal dosavadní rekord Nikity Kučerova z ročníku 2018/19.[55]
- 22. března 2023, útočník Washingtonu Capitals, Alexandr Ovečkin mvstřelil svůj 40. gól v sezóně. 40 branek vstřelil již ve 13. sezóně, čímž stanovil nový rekord v počtu čtyřicetigólových sezón a překonal dosavadní rekord Wayna Gretzkyho.[56]
- 22. března 2023, generální manažer New York Islanders, Lou Lamoriello se stal vedle Davida Poileho druhým generálním manažerem, který dosáhl 1400 vítězství v základní části NHL.[57]
- 23. března 2023, útočník Edmontonu Oilers, Connor McDavid vstřelil svůj 60. gól v sezóně a stal se 41. hráčem, který dosáhl této mety.[58]
- 2. dubna 2023, trenér Boston Bruins, Jim Montgomery dovedl Bruins k 59. vítězství v sezóně, čímž stanovil nový rekord v počtu vítězství hlavního trenéra v prvním roce jeho působení v týmu a překonal rekord, který předtím stanovil Mike Babcock v týmu Detroit Red Wings v sezóně 2005/06.
- 3. dubna 2023 odehrál obránce týmu Pittsburgh Penguins, Kris Letang svůj 1000. zápas v NHL. Stal se tak 381. hráčem, který tohoto milníku dosáhl.[59]
- 7. dubna 2023 odehrál útočník týmu Tampa Bay Lightning, Steven Stamkos svůj 1000. zápas v NHL. Stal se tak 382. hráčem, který tohoto milníku dosáhl.[60]
- 9. dubna 2023 zaznamenal útočník týmu Pittsburgh Penguins, Sidney Crosby svůj 1500. bod a stal se 15. hráčem, který této mety dosáhl.[61]
- 9. dubna 2023 zaznamenal útočník týmu Edmonton Oilers, Connor McDavid svůj 150. bod v sezóně, čímž se stal šestým hráčem, který této mety dosáhl. Zároveň se stal prvním, který této mety dosáhl od dob Maria Lemieuxe v sezóně 1995/96.[62]
- 10. dubna 2023 vstřelil útočník týmu Boston Bruins, David Pastrňák svůj 60. gól v sezóně a stal se 42. hráčem, který této mety dosáhl.[63]
- 10. dubna 2023 zaznamenali Boston Bruins 63. vítězství v sezóně, čímž vytvořili nový rekord v počtu vítězství v jedné sezóně a překonali rekord, který předtím držely týmy Detroit Red Wings ze sezóny 1995/96 a Tampa Bay Lightning ze sezóny 2018/19.[63]
- 11. dubna 2023 zaznamenal útočník týmu Ottawa Senators, Claude Giroux svůj 1000. bod a stal se 96. hráčem, který této mety dosáhl.[64]
- 11. dubna 2023 zaznamenal útočník týmu Dallas Stars, Joe Pavelski svůj 1000. bod a stal se 97. hráčem, který této mety dosáhl.[65]
- 11. dubna 2023 zaznamenal obránce týmu San Jose Sharks, Erik Karlsson svůj 100. bod v sezóně a stal se tak šestým obráncem, který dosáhl této mety a prvním od Briana Leetche v sezóně 1991/92.[66]
- 12. dubna 2023 zaznamenali Boston Bruins 133. bod v sezóně, čímž stanovili nový rekord v počtu bodů v základní části a překonali rekord, který předtím drželi Montreal Canadiens ze sezóny 1976/77.[67]